# Gelbensande
Gelbensande ist eine Gemeinde im Landkreis Rostock in Mecklenburg-Vorpommern. Sie ist Sitz des Amtes Rostocker Heide.

## Geographie

### Lage
Die Gemeinde liegt im Norden des Landkreises Rostock zwischen Rostock und Ribnitz-Damgarten und besteht aus den Ortsteilen Gelbensande und Willershagen. Im Westen der Gemeinde ist der Stromgraben die Grenze zur Rostocker Heide, die zum Stadtgebiet von Rostock gehört. Im Norden, nur 1,2 Kilometer von der Ostsee entfernt, grenzt die Gemeinde ans Gebiet von Graal-Müritz, dann verläuft die Gemeindegrenze in südöstlicher Richtung vorbei an Klein Müritz, Neu Hirschburg und Altheide bis an die Bundesstraße 105. Danach folgt sie dem Haubach, schwenkt dann nach Westen, verläuft etwa 1,5 Kilometer südlich des Ortszentrums von Willershagen und trifft wieder auf die Stadtgrenze von Rostock. Die Bahnstrecke Stralsund–Rostock und die Bundesstraße 105 queren zwischen den Ortsteilen Gelbensande und Willershagen von Südwest nach Nordost das Gemeindegebiet. 2150 Hektar des Gemeindeterritoriums sind Wald. Während Gelbensande an drei Seiten vom Wald umschlossen ist, wird der ortsnahe Bereich von Willershagen durch Wiesen und Äcker bestimmt.
Von Süd nach Nord quert der Wallbach das Gemeindegebiet, er durchfließt Willershagen, wird nordöstlich von Gelbensande von der Bundesstraße 105 gequert und fließt dann in Richtung Hirschburg nach Norden. Das gesamte Waldgebiet der Heide auf dem Gemeindegebiet ist mit zwei bis fünf Meter Höhe sehr flach gelegen, der tiefste Punkt liegt nördlich von Gelbensande bei 1,8 Meter ü. NN. Der Ort Gelbensande liegt bei etwa 12 m ü. NN und steigt Richtung Westen (Meyers Hausstelle) zur Gemeindegrenze auf 16,3 m ü. NN. Der höchste Punkt der Gemeinde liegt südlich von Willershagen mit 17,1 m. ü. NN.
Nachbargemeinden sind Graal-Müritz und Dierhagen im Norden, Ribnitz-Damgarten im Osten, Marlow im Südosten, Blankenhagen im Süden, Rövershagen im Südwesten sowie Rostock im Westen.

### Geologie
Das Gemeindegebiet liegt in einer von der letzten Eiszeit geprägten Heidelandschaft. Das Gebiet ist eine geologisch sehr junge Landschaft, deren Entstehungsprozess mit dem Ende der Weichseleiszeit vor zirka 12.000 Jahren begann. Durch das abtauende Inlandeis hob sich das darunter liegende Land und die Senken wurden mit Wasser gefüllt, der Vorgänger der späteren Ostsee, der Ancylussee entstand. Die Großformen der Küsten im südlichen Bereich der Ostsee formten sich durch die Littorina-Transgression vor etwa 7000 bis 2500 Jahren. Vor zirka 5000 Jahren erreichte der Meeresspiegel sein heutiges Niveau. Der Ort Gelbensande selbst weist sandigen Boden auf. Südlich von Gelbensande geht die Sanderlandschaft in eine leicht hügelige Jungmoränenlandschaft über. Der Wald rings um Gelbensande ist durch saure Sandböden und Moore geprägt. Die Humusschicht ist zum großen Teil nur wenige Zentimeter dick, darunter befindet sich der charakteristische gelbe Sand.

### Flora

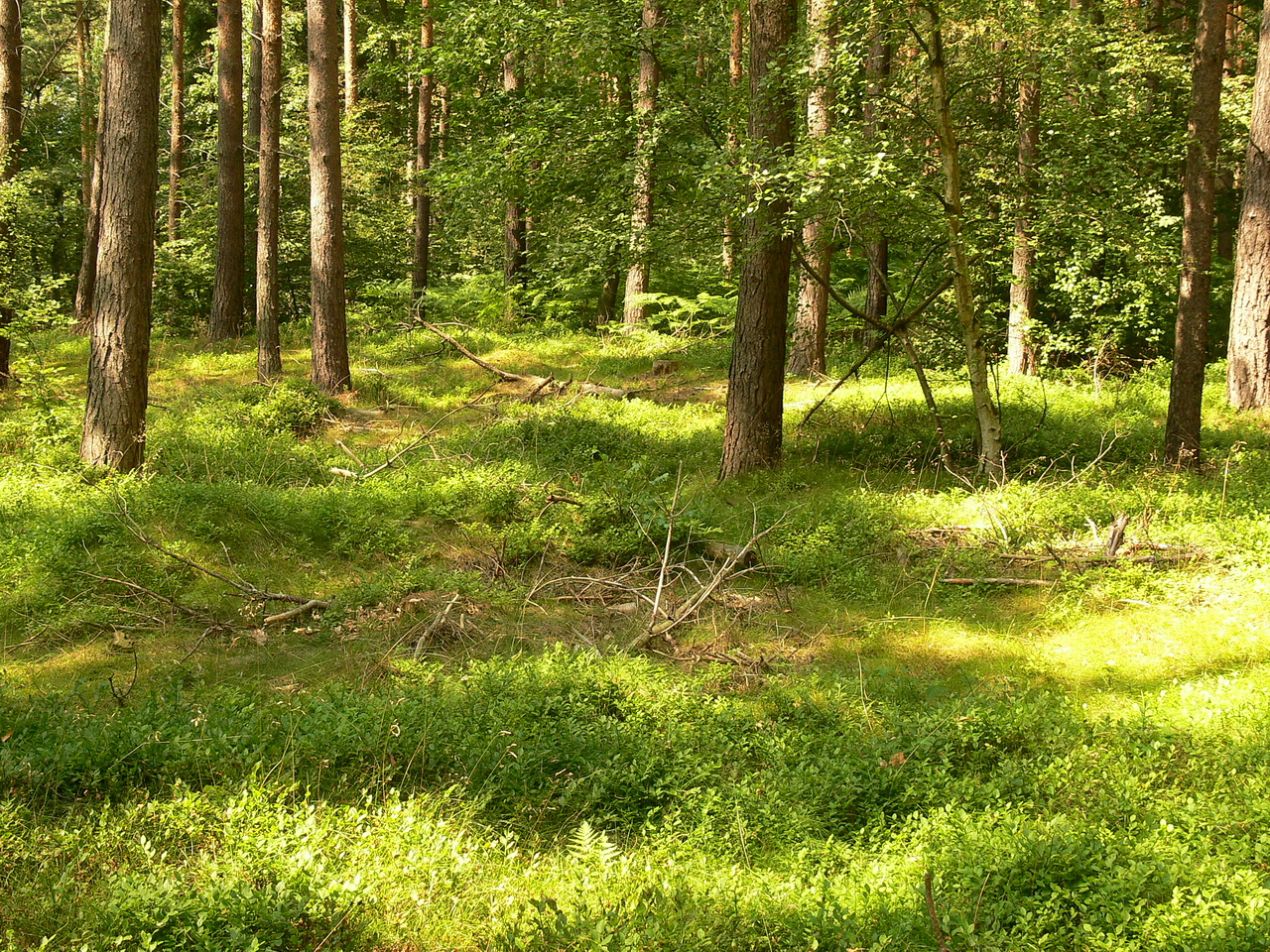
Typischer Waldboden im Gelbensander Forst

Im Wald sind überwiegend Buchen, Eichen, Kiefern und Fichten vertreten. Die früher als Baumart zahlreich vorhandene Birke wurde in den Jahren der intensiven Waldnutzung fast vollständig verdrängt. Kleinere Pflanzen, wie Farne, seltene Orchideen und Bärlauch findet man insbesondere in der Nähe vom Wallbach. Verschiedene Pilzarten, die auf sauren Böden gedeihen, sind zahlreich in den Wäldern rund um Gelbensande zu finden.

## Geschichte
Funde auf Gelbensander Gebiet zeugen davon, dass diese Gegend bereits in der jüngeren Steinzeit (2300–1800 v. Chr.) besiedelt war. So wurden verschiedene Werkzeuge wie ein Flachbeil, Feuersteine, ein Streithammer und weitere Gegenstände aus dieser Zeit gefunden. Drei Hünengräber in der Nähe von Gelbensande stammen aus der Bronzezeit (1800 – 750 v. Chr.). Während der Völkerwanderung verließen die Stämme das Gebiet um Gelbensande.
Erst ab dem 7. Jahrhundert kann eine erneute Besiedlung der Gebiete nachgewiesen werden. Bis heute erhalten geblieben ist ein Turmhügel aus dem 14. Jahrhundert, östlich des Ortes.

### Anfänge als Forsthof

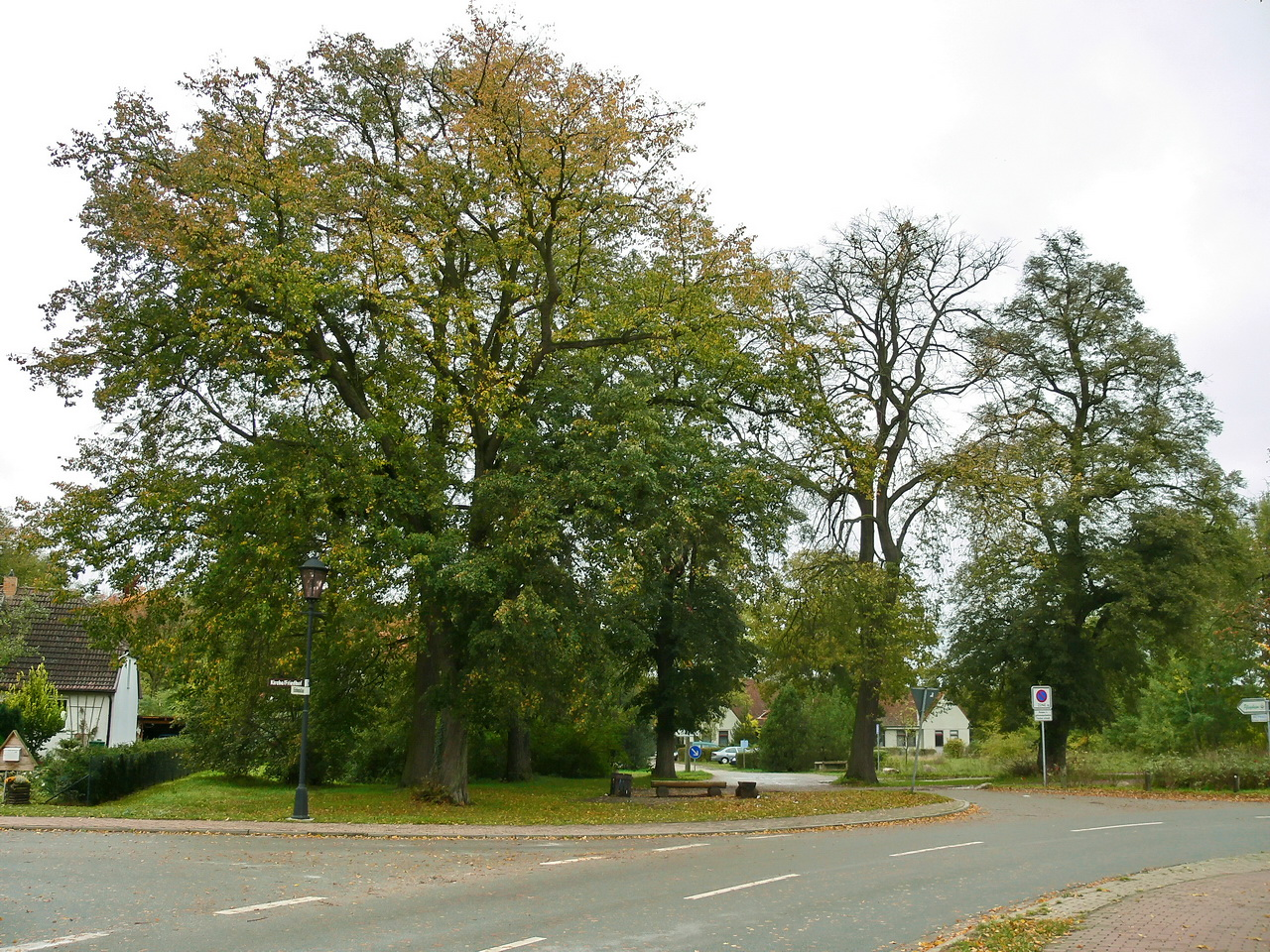
Ehemaliger Standort des
„Hauses zum gelben Sande“

Bereits vor den ersten schriftlichen Erwähnungen soll es auf dem Gebiet vom heutigen Gelbensande ein Landgut gegeben haben. Zudem lag wohl ursprünglich zwischen Gelbensande und Altheide ein wüster Ort, dessen Ruinen Baumaterial für die ersten Gebäude in Gelbensande waren. Im Kirchenvisitationsprotokoll der Pfarre Volkenshagen aus dem Jahr 1662 wird zum ersten Mal der Heidereiter Dittrich Koep mit seiner Wohnung „auf dem gehlen sande“ aufgeführt.
Dies ist die älteste Nennung des Ortes. Namengebend für den Ort war das „Haus zum gelben Sande“ (ein Forsthof), das erstmals im Zusammenhang mit dem Durchzug der königlich-dänischen Armee von Rostock nach Ribnitz erwähnt wurde. Es gehörte dem Heidereiter Hans Kühl, einem Aufseher der fürstlichen Waldungen und des Jagdhauses der Landesfürsten, denn die Wälder um Gelbensande waren bis ins 20. Jahrhundert eines der Jagdreviere des mecklenburgischen Fürstenhauses. Hans Kühl war der Nachfolger von Dittrich Koep. Noch heute wird der Standort des Gebäudes durch vier große Linden markiert.
1704 wurde Gelbensande das erste Mal in der heutigen Schreibform erwähnt. Es bestand in den folgenden Jahrhunderten nur aus dem oben genannten Forsthof, der verschiedene An- und Umbauten erfuhr. Einzig eine Teerschwelerei wurde 1750 zusätzlich errichtet. Noch heute erinnert Teerofenweg an dieses Gebäude. Wegen seiner unbedeutenden Größe überstand der Ort den Durchzug der Truppen Napoleons fast unbeschadet.
Eine weitere Erwähnung fand der Ort zwischen 1765 und 1789 im Zusammenhang mit dem Wiederaufbau der St.-Marien-Kirche in Ribnitz-Damgarten. So wird berichtet, dass zum Wiederaufbau Holz aus der Gelbensander Hölzung verwendet wurde.

### Besiedlung, Erster Weltkrieg und Entwicklung bis 1939

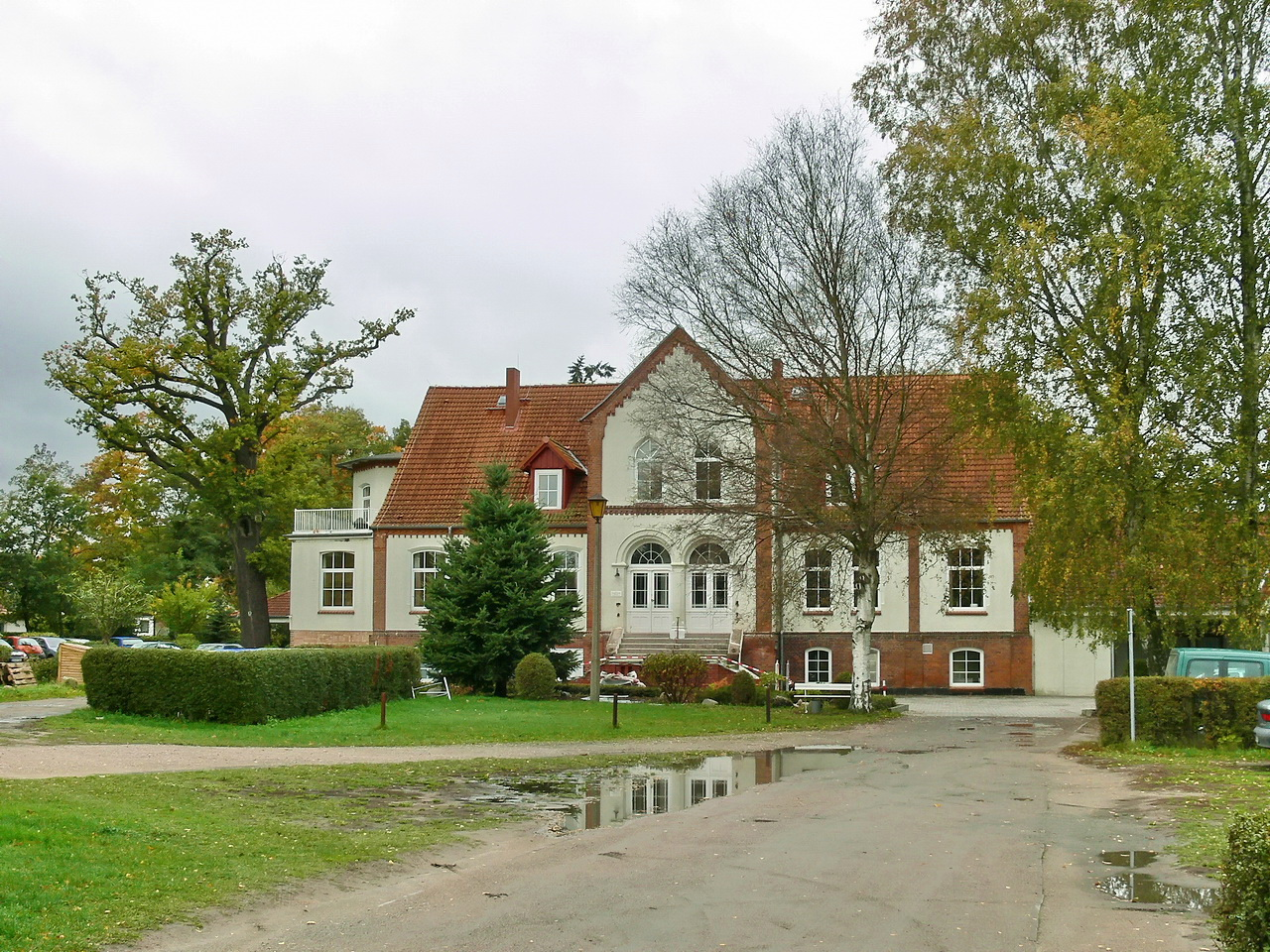
Ehemalige Forstinspektion, heute Pflegeheim

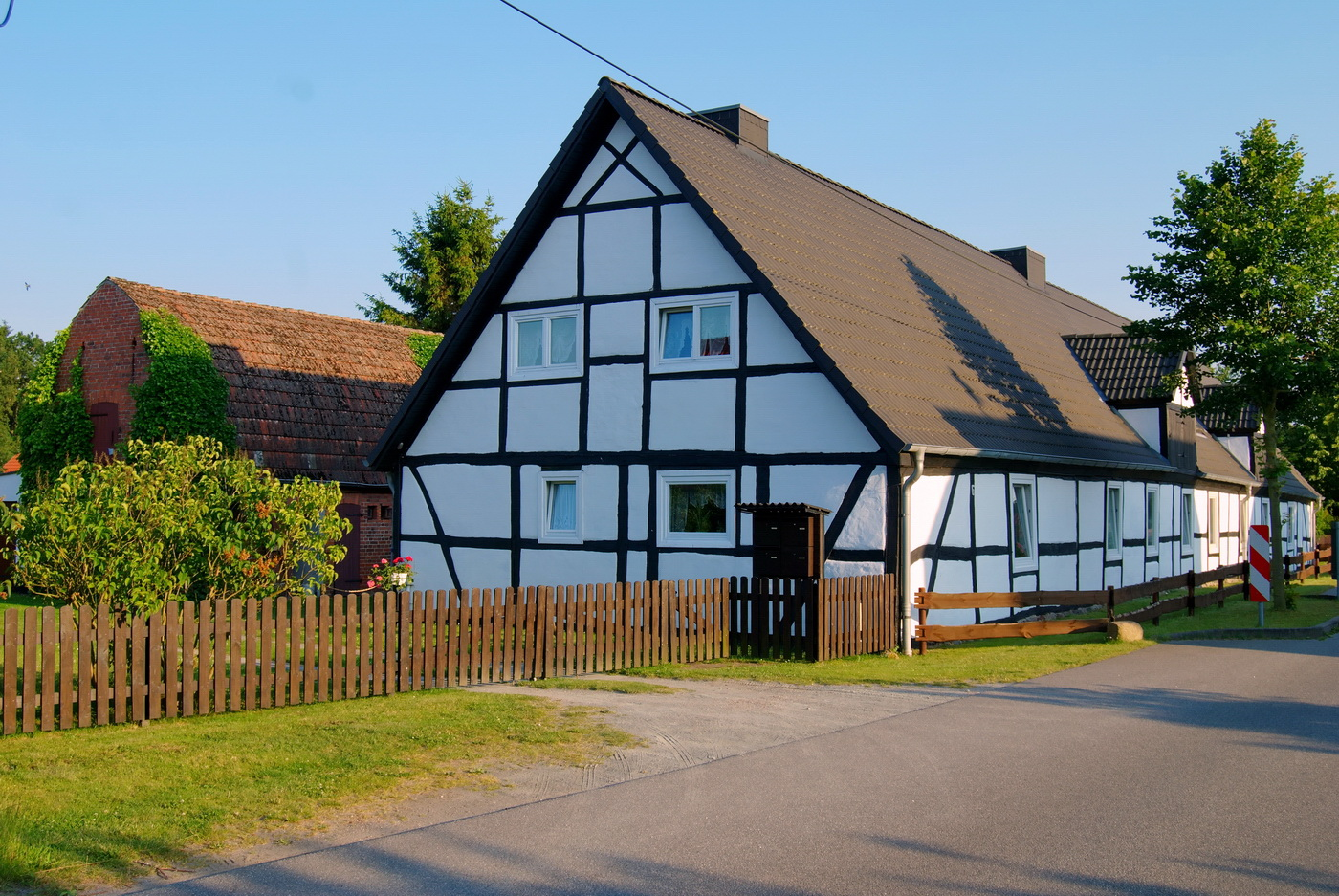
Alte Häuslerei in Gelbensande

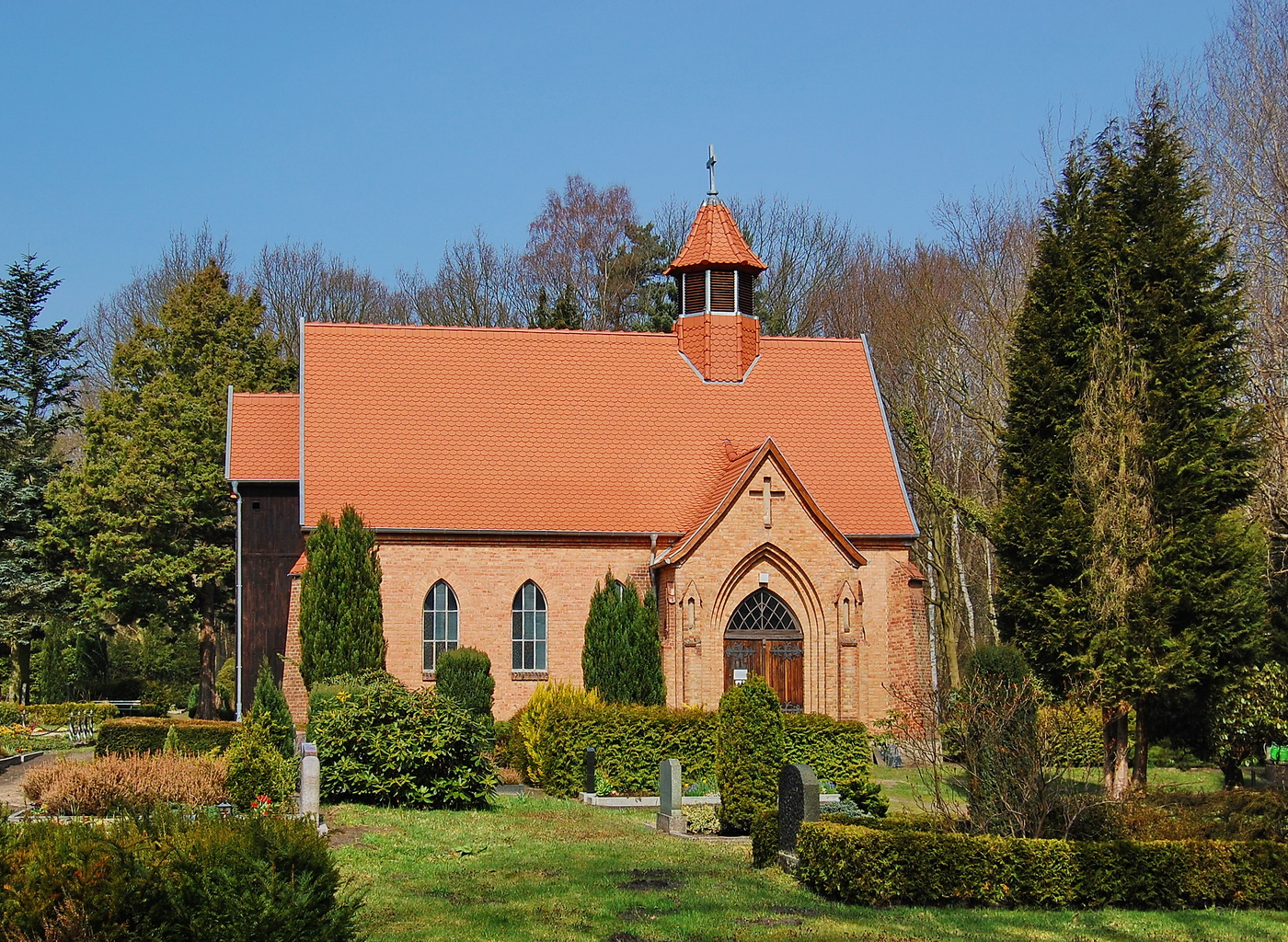
Kirche von Gelbensande, errichtet 1925

Erst ab 1842 ist eine weiträumige Besiedlung des Ortes erfolgt. Diese steht im Zusammenhang mit dem Bau der Chaussee zwischen Ribnitz und Rostock, der heutigen Bundesstraße 105. In den folgenden Jahren entstanden entlang der Chaussee und an der heutigen „Eichenallee“ die ersten Büdnereien und Häuslereien. Der Dorfmittelpunkt entstand unweit der vier Linden und wird bis heute Bleiche genannt. Der Name erinnert daran, dass hier die Wäsche zum Bleichen ausgelegt wurde.
Mit der Umsetzung der Gemeindeordnung von 1869 sollte den Orten mehr Selbstverwaltung übertragen werden. Auch Gelbensande wollte das Vorhaben einer eigenen Gemeinde umsetzen, dies stieß im Innenministerium in Schwerin zunächst auf Kritik. Dennoch gelang es, am 1. Juli 1873 die Gemeinde Gelbensande zu bilden, deren erster Vorsitzender Forstmeister E. Schulz wurde. Zu dieser Zeit bestand Gelbensande aus dem Forsthof, einer Försterei, sieben Büdnereien und zwei Häuslereien. Im gleichen Zeitraum, 1872, drang bei einem schweren Sturmhochwasser das Wasser der Ostsee über den Stromgraben bis an die Grenzen des Ortes vor. Um 1874 wurde in unmittelbarer Nähe vom „Haus zum gelben Sande“ das Gebäude der Forstinspektion, Sitz der großherzoglichen Jagdaufsicht, errichtet. Im gleichen Zuge wurde das alte „Haus zum gelben Sande“ abgerissen. Zehn Jahre später (1885) wurde mit der Errichtung des Schlosses Gelbensande als Sommerresidenz von Friedrich Franz III. begonnen. Am 1. Juni 1889 bekam Gelbensande durch die Eröffnung der Strecke der preußischen Staatseisenbahn von Stralsund nach Rostock einen Bahnanschluss.
Ein Bahnhofsgebäude im preußischen Stil wurde errichtet. Zusätzlich wurde daneben ein Gebäude mit Wartesaal für den Großherzog und eine Poststation errichtet. Die beiden Bahnhofsgebäude bestehen bis heute.

Im Ersten Weltkrieg fielen acht Bewohner des Ortes.
Als Großherzog Friedrich Franz IV. in der Novemberrevolution auf seinen Thron verzichten und seinen Sitz in Schwerin aufgeben musste, wurde das Jagdschloss Gelbensande bis 1944 sein Wohnsitz.
Nachdem die Gemeinde 1924 die Erlaubnis zum Anlegen eines Friedhofes erhalten hatte, wurde 1925 auf dem Friedhof westlich des Ortes auch eine Kirche errichtet.

1938 wurde das neue Postamt fertiggestellt.

### Zweiter Weltkrieg, Nachkriegszeit bis 1947
Während des Zweiten Weltkrieges wurde in Schwarzenpfost, etwa 2 km südwestlich von Gelbensande, ein Außenlager des KZ Ravensbrück unter dem Decknamen Robert errichtet. Die Häftlinge mussten in einem Auslagerungsbetrieb in der Rostocker Heide für die Ernst Heinkel Flugzeugwerke arbeiten. Diese hatten ihre Produktionsstätten nach den schweren Bombenangriffen von 1942 in das Umland verlegt. Belegt ist, dass vier polnische Internierte ums Leben kamen. Ihre Gräber waren viele Jahre nicht bekannt, es gab lediglich die Vermutung, dass sie am Rande des Friedhofes bestattet wurden. 2004 konnte dies durch Suchgrabungen bestätigt werden. Seitdem erinnert eine Gedenkstätte auf dem Friedhof an die Opfer der Zwangsarbeit. Am 30. April 1945 wurde das Lager geräumt und die Häftlinge nach Hohe Düne getrieben. Da Warnemünde zu diesem Zeitpunkt bereits durch die Rote Armee besetzt war, setzten sich die Wachmannschaften in Zivilkleidung ab.
Als kurz vor Kriegsende, am 1. Mai 1945, ein Zug mit Kriegsverwundeten in der Nähe von Gelbensande liegen blieb, wurde kurzerhand beschlossen, das Jagdschloss als Lazarett zu nutzen. Dieses beherbergte dann etwa 750 Personen. Das Kommando hatte der Arzt Hoffmann, der mehrere Jahre ein Sanatorium in St. Petersburg geleitet hatte und daher über gute Russischkenntnisse verfügte. Er ließ so Schilder mit der in Deutsch und Russisch abgefassten Aufschrift „Seuchengefahr“ am Schloss anbringen. Dies, und wohl auch das mit Zarenwappen und Verzierungen im russischen Stil gestaltete Schloss, verhinderte Übergriffe von Soldaten der Roten Armee, die Gelbensande am 2. Mai 1945 erreichten.
1947, als die Anzahl der Infektionskrankheiten im Lazarett langsam zurückging, wurde eine Lungenheilstätte für Tuberkulosekranke im Schloss eingerichtet. Der Forsthof wurde zu dieser Zeit in ein Krankenhaus und ab 1972 in ein Pflegeheim umgewandelt.

### DDR-Zeit von 1949 bis zum Zusammenschluss mit Willershagen
Pastor Horst Gienke übernahm 1953 das Kirchspiel Blankenhagen, zu dem auch Gelbensande und Willershagen gehörten.

1955 wurde in Gelbensande die LPG Gute Hoffnung gegründet.

1958 schlossen sich die Gemeinden Gelbensande und Willershagen zusammen.

### Willershagen

#### Erste Erwähnungen und Entwicklungen
Willershagen bestand als slawischer Ort bereits um 1000, allerdings unter einem anderen, heute nicht mehr bekannten Namen. Er lag mit den Orten Bentwisch und Kussewitz im Burgbezirk Kessin. Nachdem dieser zerstört worden war, gingen die Ländereien an die Stadt Rostock über. Die erste nachweisbare Erwähnung findet der Ort im Jahr 1329 (andere Quellen sprechen von 1258) im Zusammenhang mit dem Verkauf des Ortes Kassebohm an die Hansestadt Rostock. So soll Willershagen (damals Willershaghen) zu dieser Zeit dem Knappen Gunther von Levetzow gehört haben, welcher auch im Jahre 1339 nochmals als Besitzer genannt wird. Der Ortsname Willershagen kann als „Hagen des Willert“ gedeutet werden, wobei ein Hag ein von einer Hecke eingehegtes Gelände ist.

#### Entwicklung bis zum Zweiten Weltkrieg
1379 wurde der Ort zusammen mit dem benachbarten Wulfshagen an die Stadt Rostock verkauft. So mussten die Einwohner nun Pacht an die Stadt Rostock bezahlen. Im Dreißigjährigen Krieg sinkt die Zahl der Bauern in Willershagen von 15 auf vier. In den folgenden Jahren verlor die Stadt Rostock zunehmend an Einfluss und trat 1656 die Rechte am Ort Willershagen an den Vorsteher der Rostocker St.-Nikolai-Kirche ab. 1671 wird Willershagen wiederum verkauft, dieses Mal an die Ritter- und Landschaft des Herzogtums Mecklenburg, die Willershagen dann an das Klarissenkloster Ribnitz übertragen. Das Kloster diente dazu, die nicht verehelichten Töchter der Patrizier der Stadt Rostock und einiger Ritter des Landes Mecklenburg bis zum Ableben zu versorgen. Der „Hof Willershagen“ wird in den kommenden Jahrhunderten an verschiedene Bauern verpachtet, um den Ort entstehen mehrere Bauernhöfe.
Während des Krieges zwischen Dänemark und Schweden wird Willershagen am 12. März 1678 von knapp 1000 schwedischen Soldaten geplündert.
Die Schäden werden mit 565 Gulden beziffert. Zwischen 1700 und 1721, während des Großen Nordischen Krieges, fallen erneut Truppen in das Amt Ribnitz ein und verlangen Futter für ihre Tiere. Andernfalls drohen sie mit der Besetzung des Dorfes.
1730 und 1750 unternahm die Stadt Rostock den Versuch, den Ort zurückzuerwerben, das Dorf verblieb zunächst aber beim Kloster. Trotz dieser Niederlagen und allen Widerständen zum Trotze, verfolgte die Hansestadt weiter hartnäckig einen Rückerwerb. Erst 1781, nach langen Verhandlungen, konnte eine Einigung erzielt werden. In einem Vergleich fielen einige Orte, darunter auch Willershagen, wieder zurück an die Hansestadt Rostock.
Für Willershagen und für einige andere Gemeinden zahlte Rostock eine Summe von 46.000 Talern an das Kloster in Ribnitz. Die Pachtverträge zwischen den Bauern und dem Kloster Ribnitz bestanden zunächst weiter, erst um 1793 wurden neue Verträge mit der Stadt Rostock geschlossen.
Die Volkszählung von 1819 nannte in Willershagen 229 Personen. 1864 wurde die erste Feuerspritze von der Stadt Rostock beschafft, seit 1865 ist eine Feuerwehr für Willershagen nachweisbar.
Bedingt durch die Auswanderungswelle in die USA im Jahr 1866, verringerte sich die Zahl der Einwohner auf 86. 1887 mussten die Bauern größere Flächen Ackerland für den Bau der Eisenbahnlinie Rostock-Stralsund abgegeben.
Sieben Einwohner Willershagens fielen im Ersten Weltkrieg. 1920 wurden nach dem Territorialitätsprinzip neue Ämter geschaffen. Willershagen kam zum Amt Rostock. Der Hof Willershagen blieb weiter im Besitz der Hansestadt Rostock, wurde aber verpachtet. Das Dorf erhielt das Recht auf kommunale Selbstverwaltung. Die Schule in Willershagen wurde 1920 von 86 Kindern besucht, 41 Jungen und 45 Mädchen, davon kamen 40 Kinder als „Auswärtige“ aus dem Nachbarort Gelbensande. Der Unterricht fand in nur einem Klassenzimmer statt. Die räumliche Situation änderte sich auch in den kommenden Jahren nicht, so dass der Raum stets viel zu klein blieb. Auch stand kein elektrischer Strom zur Verfügung, obgleich die Stromleitung am Schulhaus vorbeiführte. Erst 1929 wurde ein zweites Klassenzimmer eingerichtet.

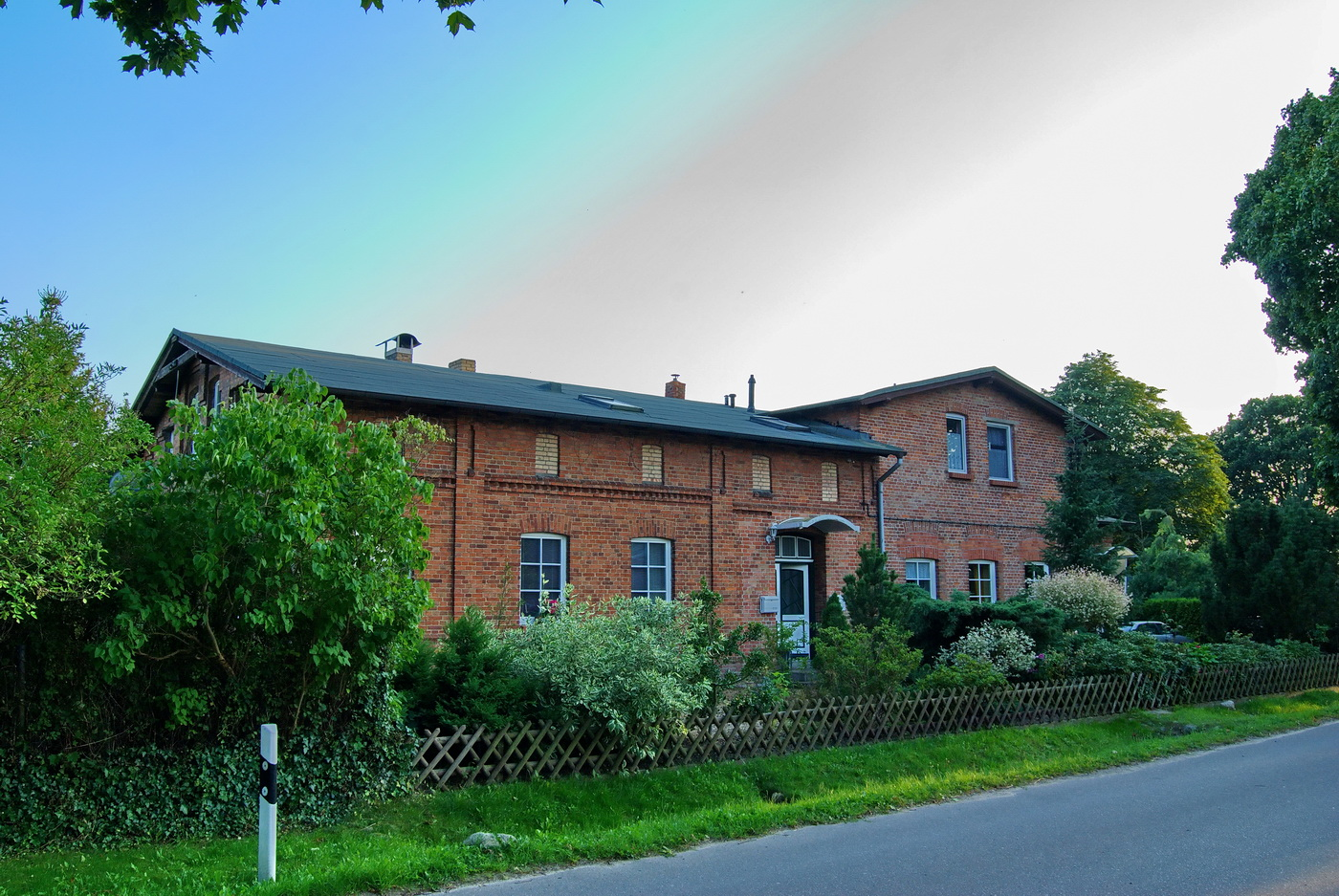
Altes Schulgebäude

1921 erschien die Gemeinde Willershagen unter der Nummer 160 im alphabetischen Verzeichnis des Amtes Rostock. Infolge der kommunalen Selbstverwaltung wollte die Hansestadt Rostock die Feuerwehr und das Schulgebäude an die Gemeinde übergeben. Aufgrund baulicher Mängel lehnte die Gemeinde die Übernahme des Schulgebäudes zunächst ab, erst 1925 wurde das Schulgebäude nach einer Zahlung von 2000 Reichsmark seitens der Hansestadt Rostock übernommen. Nachdem 1924 das baufällige Spritzenhaus abgerissen werden musste, gab es in Willershagen keine funktionierende Feuerwehr mehr. Unter Adolf von Oertzen bemühte man sich ab 1929, eine neue Feuerwehr zusammenzustellen, die dann am 10. September 1932 für Gelbensande und Willershagen gegründet wurde.

Ab 1925 wurden die Verstorbenen des Ortes auf dem neuen Friedhof in Gelbensande bestattet. Bis dahin nutzten die Willershäger den Friedhof in Blankenhagen.
1933 wurde auf Druck der Nationalsozialisten in Willershagen eine so genannte Fortbildungsschule eingerichtet. Anfang von nur vier Schülern besucht, stieg deren Zahl bis 1938 auf neununddreißig.
1934 gingen auch die restlichen Rostocker Flächen in den Besitz des Staates über. 1939 lebten in Willershagen 265 Menschen. Die Gemeinde bestand zu dieser Zeit aus dem ehemaligen Stadtgut Hof Willershagen, fünf Erbhöfen, drei Häuslern, der Schule und einer Försterei. Der Ort hatte eine Gesamtfläche von 578 ha. 1941 wurde die Gemeinde Willershagen mit der Gemeinde Gelbensande zwangsvereinigt, 1945 trennten sich beide Orte jedoch wieder.

#### DDR-Zeit von 1949 bis zum Zusammenschluss mit Gelbensande
Nach Kriegsende wurde bereits am 1. Juli 1945 der reguläre Schulbetrieb in Willershagen wieder aufgenommen. In Willershagen leben zu dieser Zeit, bedingt durch die Flüchtlinge aus dem Osten, mehr als 550 Menschen. Anfang der 1950er Jahre gab es in Willershagen erstmals einen Kindergarten. 1953 wird die Landwirtschaftliche Produktionsgenossenschaft (LPG) „Vorwärts“ gegründet, die sich 1956 mit der LPG Gelbensande zusammenschließt, was zur Folge hat, dass einige Altbauern in die BRD auswandern.
Ab 1941 gehörte Willershagen bereits einmal zur Gemeinde Gelbensande. Dieser Beschluss wurde 1945 rückgängig gemacht. Am 11. September 1958 fasste der Kreistag in Rostock den Beschluss zur endgültigen Zusammenlegung der Gemeinden Gelbensande und Willershagen.

### Gemeinde Gelbensande/Willershagen

#### DDR-Zeit von 1958 bis 1990

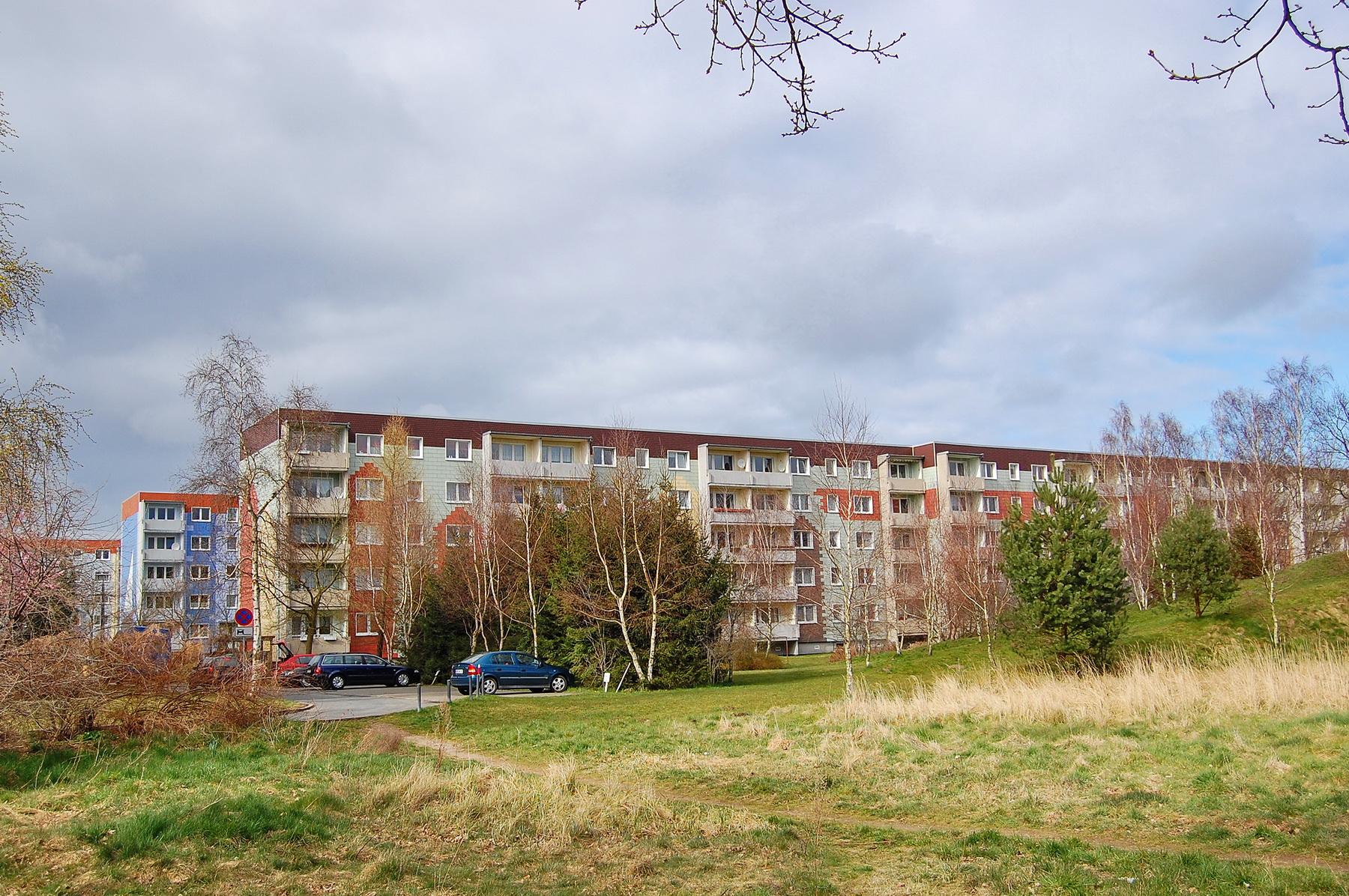
Plattenbauten am Heidering

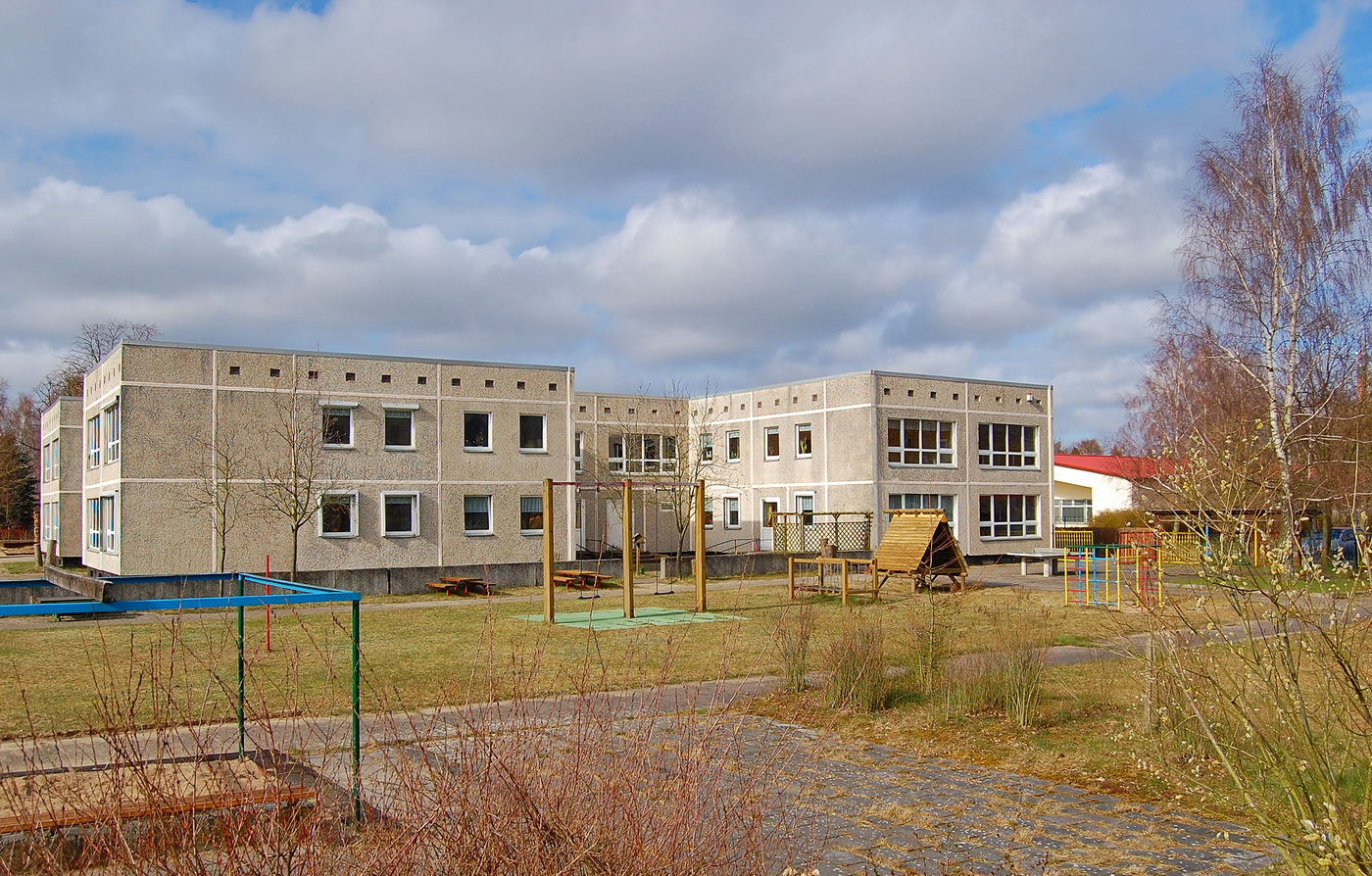
Kindergarten

1962 diente Gelbensande als Filmkulisse für den Film „Das verhexte Fischerdorf“ (Regie: Siegfried Hartmann), insbesondere der Bahnhof spielte eine Rolle.
Bedingt durch die Jagdgebiete rund um Gelbensande, war der Ort auch bei der DDR-Obrigkeit beliebt. So besuchte Walter Ulbricht den Ort 1970.
Durch die Lage von Gelbensande ist eine Bebauung bis heute nur eingeschränkt möglich, da der Ort an drei Seiten von Wald umgeben ist. In den 1980er Jahren wurde jedoch östlich des alten Dorfkerns eine ursprünglich für Rövershagen geplante Plattenbausiedlung mit 15 Gebäuden (575 Wohnungen) errichtet. Zudem entstand am Lindenweg ein kleiner Wohnblock für Bauarbeiter, die zu dieser Zeit beim Bau des Düngemittelwerks in Poppendorf beschäftigt waren. Deshalb stieg die Einwohnerzahl des kleinen Ortes stark an. 1980 lebten in der Gemeinde Gelbensande 768 Menschen, durch den neu geschaffenen Wohnraum waren es 1985 bereits 2416. 1980 wurde der Ort an die zentrale Wasserversorgung angeschlossen, was eine weitere Verbesserung der Infrastruktur bedeutete. Wegen des starken Bevölkerungszuwachses wurden 1983 die Polytechnische Oberschule Waldemar Verner sowie ein Gebäudekombination mit Kinderkrippe, Kindergarten und Hort errichtet. 1985 waren alle Wohnblocks fertig, auch das Jagdschloss wurde ab dieser Zeit als Wohnraum genutzt.
1987/88 folgten der Bau der Gaststätte (heute Heidetreff) mit Schülerspeisung sowie der Bau der Kaufhalle am Rande des Neubaugebietes. 1989 wurde nordwestlich des Ortes die Wohnsiedlung Holtrand mit 30 Häusern erschlossen.

#### Von 1989 bis 2000
Nach der Wende sank, wie in vielen anderen ostdeutschen Gemeinden, die Einwohnerzahl; Plattenbauten waren als Wohnraum immer weniger gefragt. Durch günstige Angebote und Sanierungsmaßnahmen sowie den Abriss eines Hochhauses konnte die Leerstandsquote gesenkt werden.
Ein Umbau der Plattenbauten zu altersgerechten Wohnungen war zwischenzeitlich im Gespräch, wurde jedoch nicht umgesetzt. Im Wohnheim der Bauarbeiter war nach der Wende ein Asylbewerberheim untergebracht, das am 26. Juni 1991 von Skinheads angriffen wurde, die dabei auch Schüsse abgaben. Das Gebäude wurde inzwischen abgerissen und das Gelände mit Einfamilienhäusern bebaut. Auch andere Flächen wurden im Laufe der Jahre in Bauland für Ein- und Mehrfamilienhäuser umgewandelt.
1991 wurde die Schule in eine Grund- und Realschule umgewandelt, wegen der hohen Schülerzahlen wurden sogar zwei Räume im Kindergarten als Schulräume genutzt. Der Kindergarten wurde 1992 durch einen Verein übernommen. Das Pflegeheim im alten Forsthaus wurde zunächst vom Amt für Kreiseinrichtungen Rostock betrieben, aber schon kurze Zeit später privatisiert. Gelbensande wurde im gleichen Jahr Amtssitz des neu gegründeten Amtes „Amt Rostocker Heide“, zu dieser Zeit gehörte Gelbensande noch zum Kreis Rostock-Land. Dies änderte sich erst mit der Kreisgebietsreform 1994 und der Neugründung des Landkreises Bad Doberan. Im Zuge der Kreisgebietsreform 2011 ging dieser im neu gebildeten Landkreis Rostock auf.
1994 wurde die Gemeinde Gelbensande Eigentümer des Jagdschlosses. Verschiedene Konzepte zur Weiternutzung schlugen fehl, mehrere Investoren sprangen wieder ab. Daher war die Gemeinde zunächst gezwungen, das Gebäude auf eigene Kosten wieder in Stand zu setzen. Eine Ausstellung wurde eingerichtet. In den 2000er Jahren wurde das Dach rekonstruiert. Erst 2009 gelang es, das Schloss an einen privaten Investor zu verkaufen.
1998 wurde hinter dem Amtsgebäude ein neues Gebäude mit Standesamt errichtet. Hier und im Schloss werden Trauungen durchgeführt.

#### Seit 2000
Die größte Verkaufsstelle, die Grundschule und die regionale Schule wurden geschlossen.
1994 wurde ein geplantes Gewerbegebiet südlich von Gelbensande nicht realisiert. Um dem Einwohnerschwund entgegenzuwirken, zahlt die Gemeinde seit 2001 jedem neu geborenen Kind ein Begrüßungsgeld von 500 Euro in Form eines Warengutscheines. Im Jahr 2010 wurde die Höhe des Begrüßungsgeldes auf 250 Euro verringert.
2009 beging die Gemeinde Gelbensande/Willershagen ihr Dorfjubiläum. Dabei wurde das 360-jährige Bestehen Gelbensandes sowie das 750-jährige Bestehen von Willershagen gefeiert. Zu diesem Anlass wurde, neben zahlreichen anderen Aktivitäten, ein Gedenkstein am Dorfeingang enthüllt, es wurden Gedenkmünzen geprägt und die Dorfchronik vorgestellt.

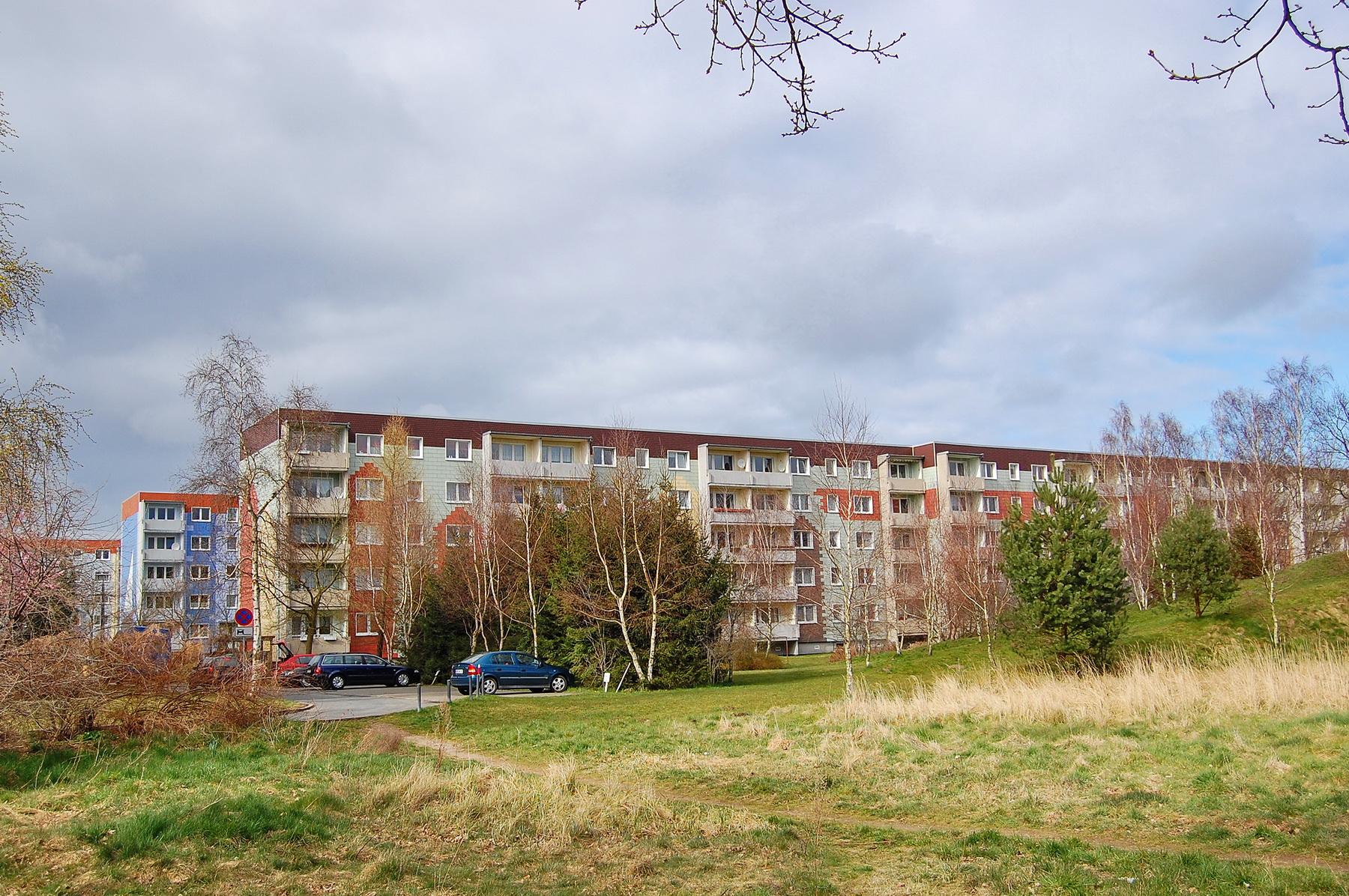
Plattenbauten am Heidering
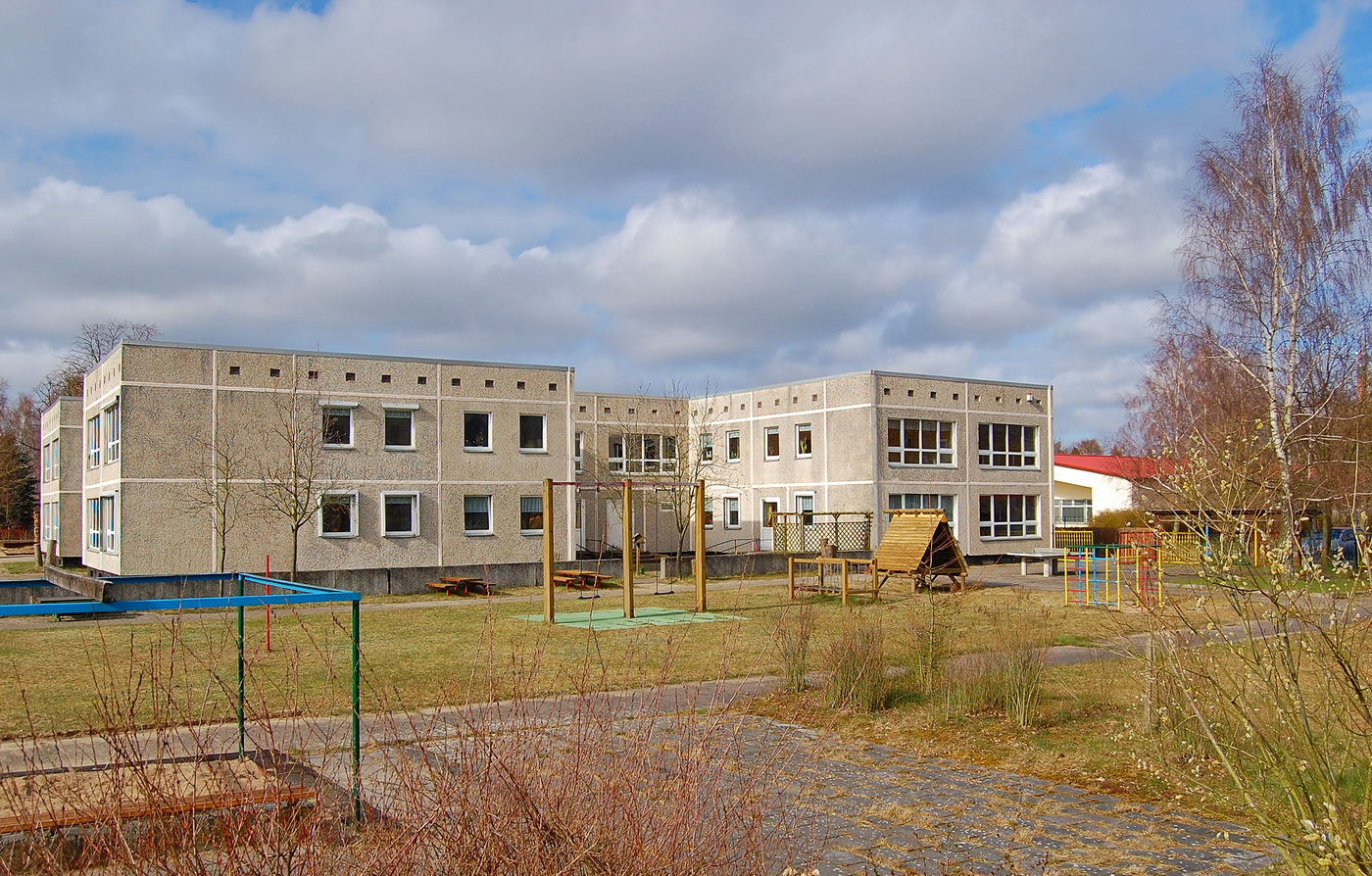
Kindergarten
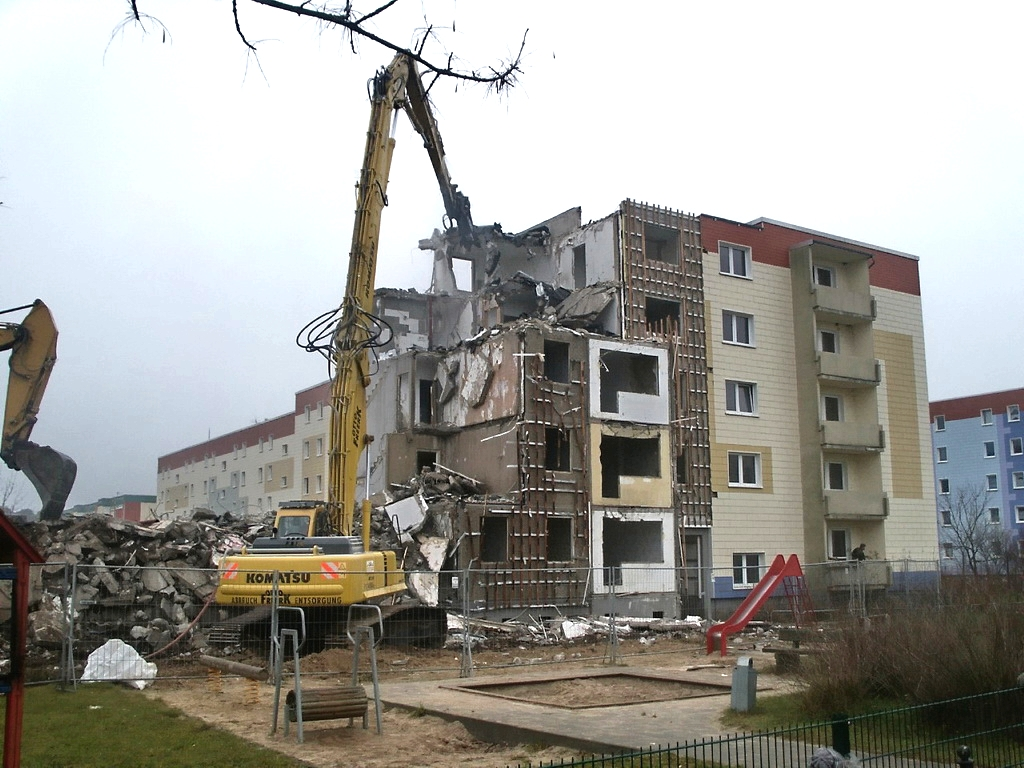
Abriss eines Wohnblocks
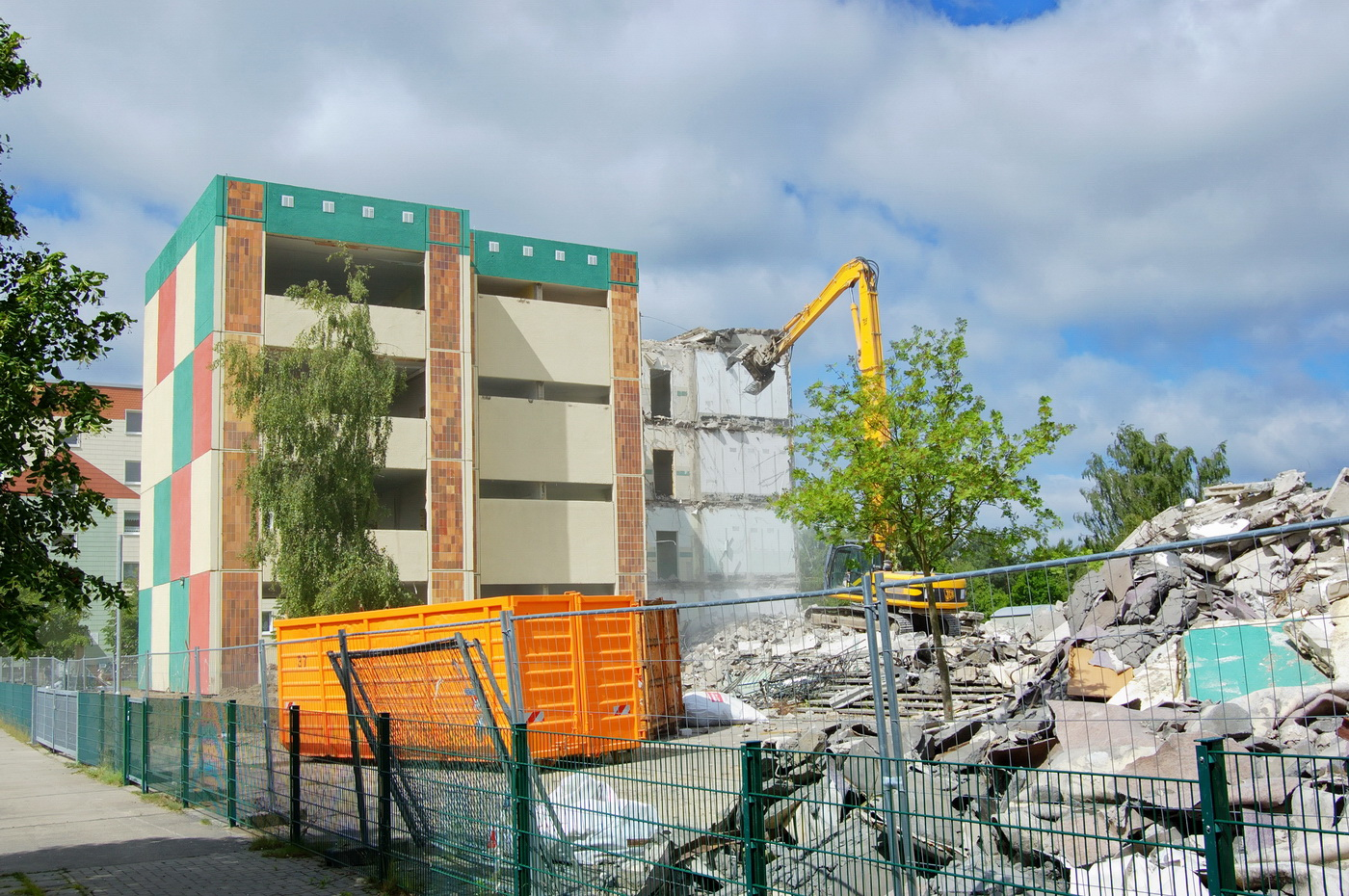
Abriss der Schule (2009)
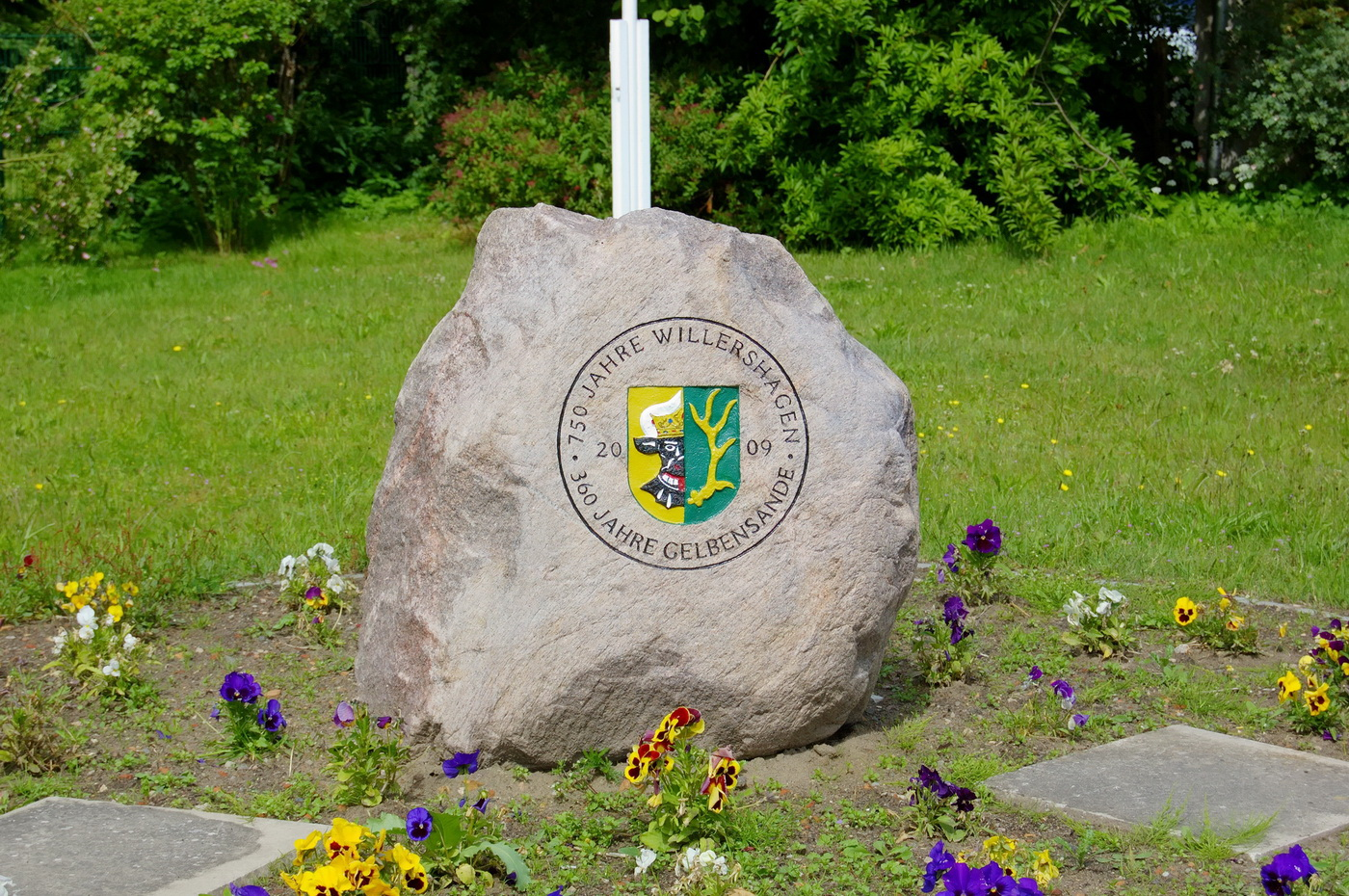
Gedenkstein zum Dorfjubiläum

## Bevölkerung
| Jahr | Einwohner |
| ---- | --------- |
| 1925 | 0.252     |
| 1952 | 0.494     |
| 1962 | 0.816     |
| 1980 | 0.768     |
| 1985 | 2.416     |

| Jahr | Einwohner |
| ---- | --------- |
| 1990 | 2.289     |
| 1995 | 2.273     |
| 2000 | 2.023     |
| 2005 | 1.827     |
| 2010 | 1.723     |
| 2015 | 1.618     |
| 2020 | 1.788     |

| Jahr | Einwohner |
| ---- | --------- |
| 2021 | 1.798     |
| 2022 | 1.859     |
| 2023 | 1.912     |

 1962–1985: Angaben laut dem Amt Rostocker Heide, ab 1990: Stand: 31. Dezember des jeweiligen Jahres
Gelbensande und Willershagen hatten bis in die 1930er Jahre jeweils zwischen 200 und 300 Einwohner. Dies änderte sich am Ende des Zweiten Weltkriegs, als Flüchtlinge nach Gelbensande kamen, die Einwohnerzahl stieg auf knapp 500 an. Im Rahmen der Eingemeindung von Willerhagen kamen noch einmal etwa 300 Einwohner hinzu. Bis zur Fertigstellung der Plattenbauten Anfang 1982 blieb diese Zahl auch fast unverändert, um dann sprunghaft auf über 2400 Personen anzusteigen.
Von 1990 bis Mitte der 2010er Jahre gab es einen deutlichen Bevölkerungsrückgang, seitdem wächst die Einwohnerzahl wieder.

## Politik

### Gemeindevertretung

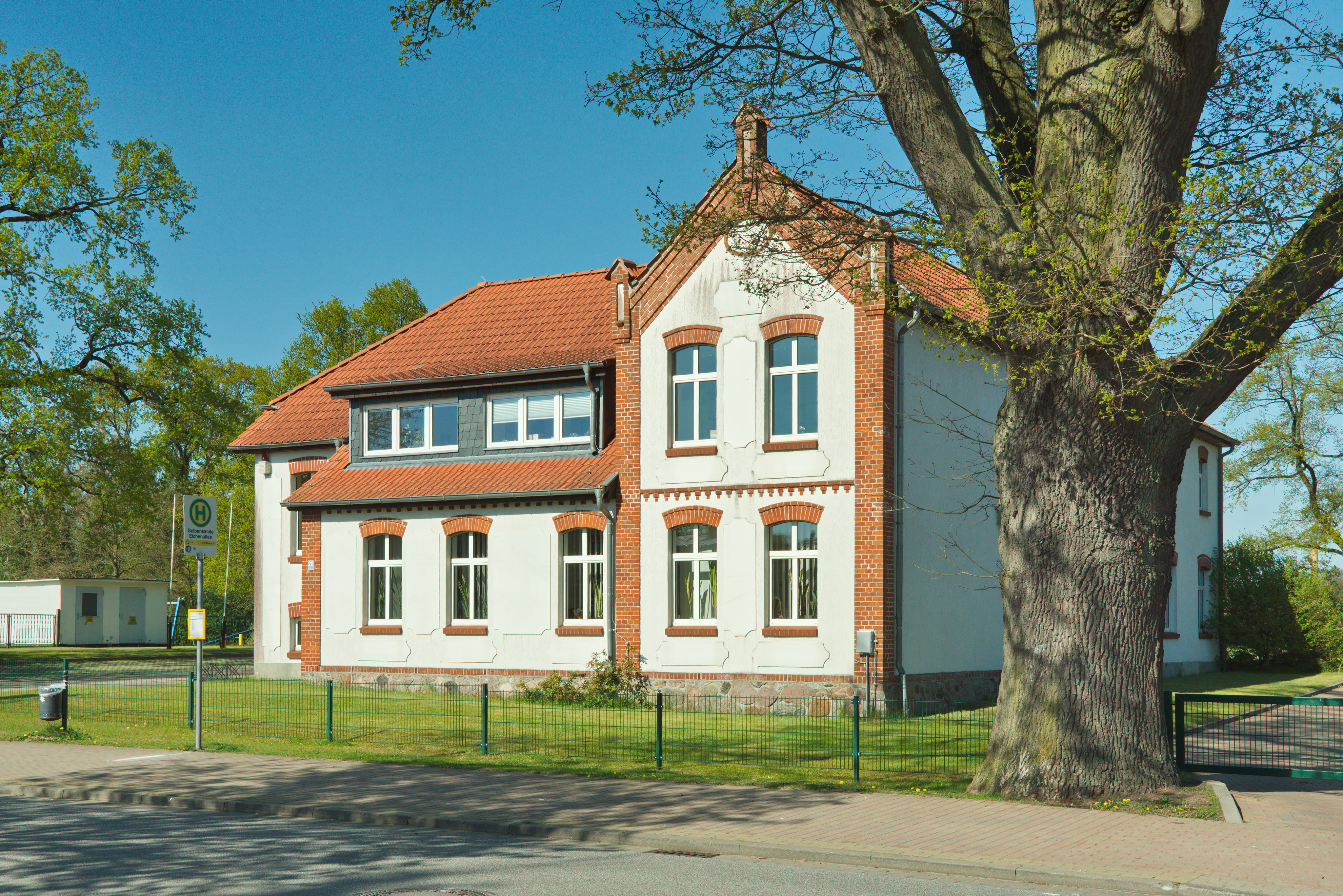
Amtsgebäude in Gelbensande – ehemalige Schule und Kinderheim

Die Gemeindevertretung von Gelbensande besteht aus 12 Mitgliedern. Die Kommunalwahl am 9. Juni 2024 führte bei einer Wahlbeteiligung von 48,1 % zu folgendem Ergebnis:
| Partei / Wählergruppe                     | Stimmenanteil 2019 | Sitze 2019 |  | Stimmenanteil 2024 | Sitze 2024 |
| ----------------------------------------- | ------------------ | ---------- |  | ------------------ | ---------- |
| Freiwillige Feuerwehr Gelbensande         | 40,3 %             | 5          |  | 39,6 %             | 5          |
| SV Gelbensander Grashopper                | 11,7 %             | 1          |  | 25,0 %             | 3          |
| Jagdschloss Gelbensande                   | 21,7 %             | 3          |  | 16,3 %             | 2          |
| Atelier der Zukunft                       | –                  | –          |  | 12,2 %             | 2          |
| Einzelbewerber Günter Merkel              | –                  | –          |  | 03,8 %             | –          |
| Einzelbewerber Karl Keipke                | –                  | –          |  | 03,1 %             | –          |
| Bürgerinteressen Gelbensande/Willershagen | 26,4 %             | 3          |  | –                  | –          |
| Insgesamt                                 | 100 %              | 12         |  | 100 %              | 12         |

### Bürgermeister
- seit 2019: Manfred Labitzke

Bei der Bürgermeisterwahl am 26. Mai 2019 wurde Labitzke mit 59,4 % der gültigen Stimmen gewählt. Am 9. Juni 2024 wurde er mit 50,1 % der gültigen Stimmen in seinem Amt bestätigt. Seine Amtsdauer beträgt fünf Jahre.
| Bürgermeister in Gelbensande 1945–1958 | Bürgermeister in Gelbensande 1945–1958 | Bürgermeister in Gelbensande 1945–1958 |
| Zeit                                   | Bürgermeister                          | Partei                                 |
| -------------------------------------- | -------------------------------------- | -------------------------------------- |
| 1945                                   | Erich Kähler                           | KPD                                    |
| 1945–1946                              | Otto Jühlke                            | KPD                                    |
| 1946                                   | Karl Schult                            | SED                                    |
| 1946–1950                              | Johann Sinnig                          | SED                                    |
| 1950 bis etwa 1955                     | Dietrich Kranz                         | SED                                    |
| ?                                      | Ilse Mützel                            | SED                                    |

| Bürgermeister in Willershagen von 1945 bis 1958 | Bürgermeister in Willershagen von 1945 bis 1958 | Bürgermeister in Willershagen von 1945 bis 1958 |
| Zeit                                            | Bürgermeister                                   | Partei                                          |
| ----------------------------------------------- | ----------------------------------------------- | ----------------------------------------------- |
| 1945–1946                                       | Carl Wullenbäcker                               | SPD                                             |
| 1946–1948                                       | Hans Dittscher                                  | SED                                             |
| 1948–1951                                       | Gerhard Becker                                  | SED                                             |
| 1951–1953                                       | Ernst Schneider                                 | CDU                                             |
| 1953                                            | Hans Krüger                                     | LDPD                                            |
| 1954                                            | Paul Bülow                                      | SED                                             |
| 1954–1955                                       | Karl Kadur                                      | SED                                             |
| 1955–1957                                       | Rosa Patzak                                     | DFD                                             |
| 1957–1958                                       | Jürgen Schiwek                                  | FDJ                                             |

| Bürgermeister der Gemeinde Gelbensande/Willershagen ab 1958 | Bürgermeister der Gemeinde Gelbensande/Willershagen ab 1958 | Bürgermeister der Gemeinde Gelbensande/Willershagen ab 1958 |
| Zeit                                                        | Bürgermeister                                               | Partei                                                      |
| ----------------------------------------------------------- | ----------------------------------------------------------- | ----------------------------------------------------------- |
| 1958–1959                                                   | Jürgen Schiwek                                              | SED                                                         |
| 1959–1962                                                   | Alfred Fock                                                 | SED                                                         |
| 1962–1965                                                   | Erich Mau                                                   | SED                                                         |
| 1965–1969                                                   | Kurt Tertel                                                 | SED                                                         |
| 1969–1984                                                   | Rudolf Bernau                                               | NDPD                                                        |
| 1984–1986                                                   | Harry Deike                                                 | SED                                                         |
| 1986–1990                                                   | Norbert Quellmalz                                           | SED                                                         |
| 1990                                                        | Wolfgang Leithäuser                                         | parteilos                                                   |
| 1990–1991                                                   | Bernd Mutzek                                                | SPD                                                         |
| 1991–1994                                                   | Klaus Reddmann                                              | parteilos                                                   |
| 1994–1999                                                   | Martina Tesche                                              | FDP                                                         |
| 1999–2002                                                   | Rüdiger Flemming                                            | SPD                                                         |
| 2002–2018                                                   | Lutz Koppenhöle                                             | parteilos                                                   |

1. ↑  1955 flüchtete Dietrich Kranz aus der DDR
2. ↑  Ernst Schneider flüchtete 1953 aus der DDR

### Wappen
Das Wappen wurde am 24. September 1996 durch das Innenministerium genehmigt und unter der Nr. 113 der Wappenrolle von Mecklenburg-Vorpommern registriert.
Blasonierung: „Gespalten; vorn in Gold am Spalt ein halber hersehender schwarzer Stierkopf mit aufgerissenem Maul, silbernen Zähnen, ausgeschlagener roter Zunge, silbernen Hörnern und abgerissenem Halsfell, dessen Randung bogenförmig ausgeschnitten ist, auf der Stirn eine goldene Fürstenkrone, die abwechselnd mit Blattornamenten und Perlen besteckte Zinken zeigt; hinten in Grün eine aufrechte, linksgewendete goldene Hirschstange.“
Das Wappen wurde nach einer Idee des Gelbensanders Wilfried Steinmüller von dem Wismarer Heraldiker Roland Bornschein gestaltet.

## Sehenswürdigkeiten und Kultur

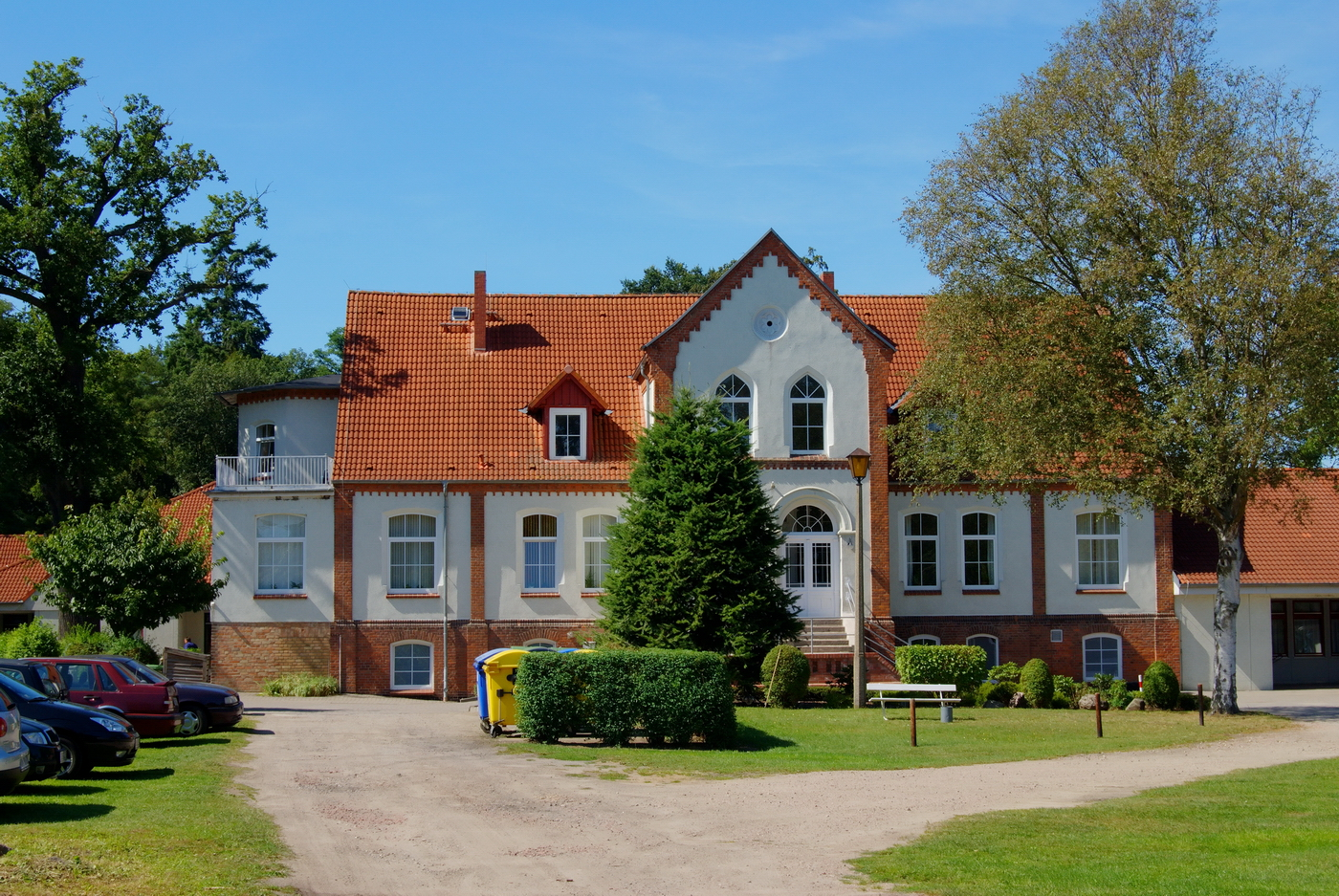
Forstinspektion Gelbensande

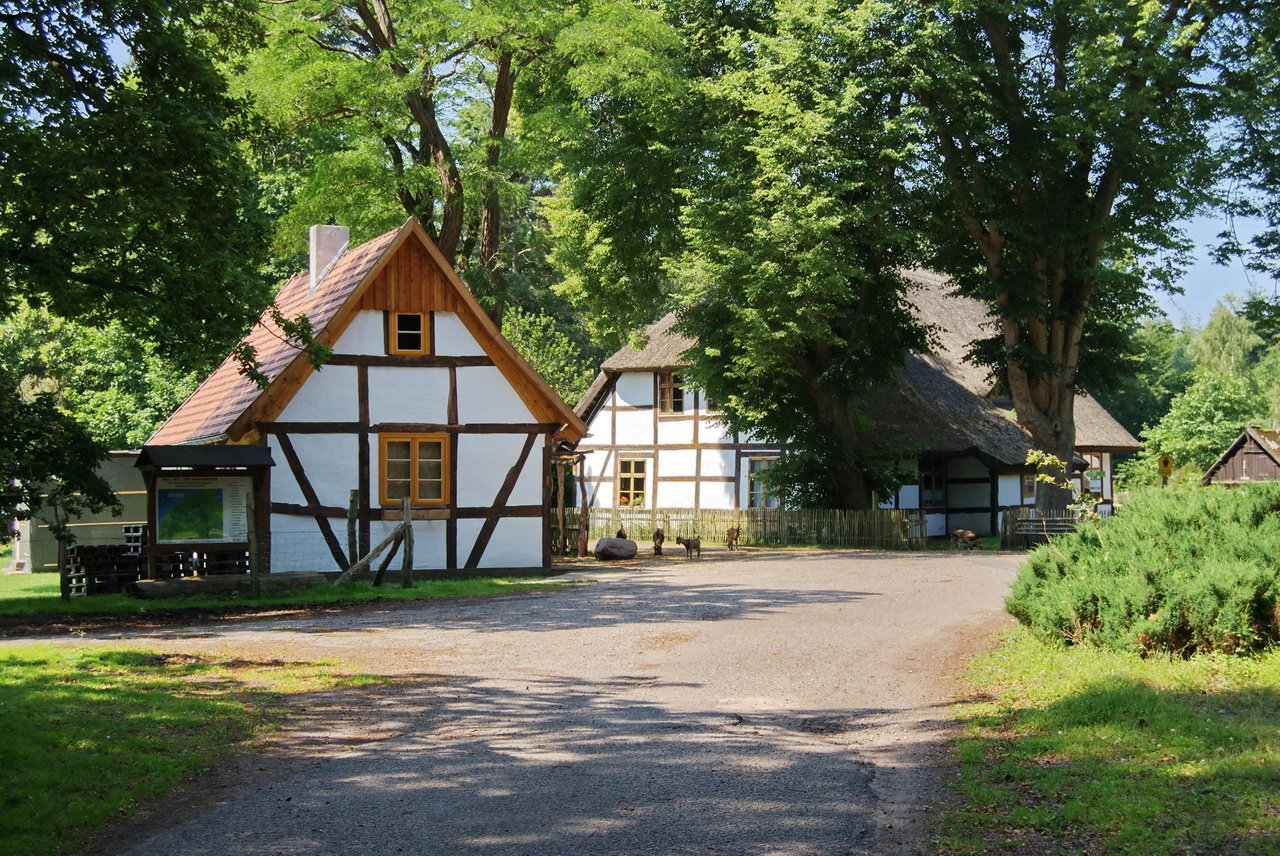
Forst und Grenzhaus Meyers Hausstelle

### Gebäude
Das bekannteste Gebäude ist das Jagdschloss Gelbensande, konzipiert als Sommerresidenz des mecklenburgischen Großherzogs Friedrich Franz III. und seiner Frau Anastasia Michailowna Romanowa. Als Jagdschloss diente es ab 1887. Mit dem Ende der Monarchie kam es zur Gemeinde. Nach der Wende wurde es saniert und im Jahr 2009 verkauft.
Knapp zehn Jahre älter als das 1885 fertiggestellte Jagdschloss ist das Gebäude des heutigen Pflegeheims, welches 1874 in Auftrag gegeben wurde. Die ehemalige Forstinspektion und Sitz der großherzoglichen Jagdaufsicht war der Nachfolgebau des Forsthofes „Haus zum gelben Sande“, der hier bereits seit dem 17. Jahrhundert bestanden hatte.
Einen Kilometer nördlich von Gelbensande im Wald liegt die ehemalige Försterei und Grenzhaus Meyers Hausstelle direkt an der Grenze zum Gelbensander Forst auf Rostocker Gebiet. Erstmals wurde es im Jahr 1765 als Sitz von Holz- und Schlagbaumwärter Meyer erwähnt.
Westlich des Ortes, bereits im Wald, befindet sich der kleine Friedhof, der gerade einmal einen Hektar groß ist. Hier steht auch die Kirche des Ortes, die 1925 erbaut wurde.
Die Baupläne wurden vom Großherzoglichen Baumeister Warneck aus Schwerin gezeichnet. Den Bau der Kirche leitete Zimmermeister Carl Willbrand. Die Kirche ist schlicht, aus Backstein erbaut, mit einfacher Ausstattung.
Ein früher vorhandener reichlich verzierter Kronleuchter befindet sich heute im Nachbarort Blankenhagen. Die Orgel des Gehlsdorfer Orgelbauers Christian Börger ist nicht mehr funktionstüchtig. 2008 wurden Dachstuhl und Glockenturm komplett saniert.
Berichten Einheimischer zufolge soll die alte Kirchenglocke, bevor sie im Zweiten Weltkrieg hätte eingeschmolzen werden sollen, einen Tag vor der Abholung von den Bürgern des Ortes versteckt worden sein. Bis heute konnte sie jedoch nicht gefunden werden.
Im Ortskern von Gelbensande steht das alte Schulgebäude. Im Jahr 1910 als Wohnhaus erbaut, wurde es ab 1925 von Lisbeth Cords und Katharina von Freier in ein Kinderheim umgewandelt. 1939 wurde das Grundstück mitsamt Gebäude von Günter Wagner, dem damaligen Inhaber der Pelikan AG erworben. Die Funktion des Kinderheimes blieb bestehen. Nach dem Zweiten Weltkrieg war das Gebäude zunächst Kommandantur, wurde aber ab 1947 wieder als Kinderheim genutzt. Später war es dann Schul- und Wohngebäude. 1983 wurde das Grundstück enteignet und dem Kreis Rostock zugeteilt. Seit 1992 hat das Amt Rostocker Heide hier seinen Amtssitz.
Am nördlichen Ende des Ortes steht die Cordssche Villa. Dieses Gebäude wurde von der Rostocker Reederfamilie Cords in den 1930er Jahren erbaut. 1979 wurde die Villa durch einen Brand schwer beschädigt, konnte aber wieder aufgebaut werden; heute wird sie als Mehrfamilienhaus genutzt.
Neben dem Bahnhofsgebäude von Gelbensande wurde für die großherzogliche Familie ein separates Empfangsgebäude gebaut. Später diente es Bahnbediensteten als Wohn- und Büroraum. Jetzt ist dort ein Café eingerichtet. Das Fürstenempfangsgebäude steht wie auch das benachbarte Bahnhofsgebäude unter Denkmalschutz.

### Gedenkstätten
Die älteste Gedenkstätte stammt aus der Zeit nach dem Ersten Weltkrieg und steht vor dem Friedhof. Auf einem großen Findling mit eingemeißeltem Eisernen Kreuz befindet sich eine Liste der Kriegsopfer aus Gelbensande. Die Liste der Willershäger Kriegsopfer befindet sich auf dem Ehrenmal in Blankenhagen.
 Eine weitere Gedenkstätte befindet sich direkt neben dem Jagdschloss, auf dem Friedhof des am Ende des Zweiten Weltkriegs als Lazarett genutzten Schlosses. Lange Zeit fristete dieser Friedhof ein Schattendasein und wurde kaum gepflegt. Nach der Wende 1989 nahmen sich Schüler und zwei Geschichtslehrer der Regional-Schule dieses Themas an. Schließlich wurde die Projektgruppe „Kriegsgräber“ gegründet, die die Geschichte nach dem Zweiten Weltkrieg aufarbeitete. In diesem Rahmen wurden auf Listen des Roten Kreuzes die Namen der Opfer und der Überlebenden festgehalten und so der Friedhof in aufwändiger Arbeit neu gestaltet.
Eine Gedenkstätte auf dem Friedhof der Gemeinde erinnert an polnische Deportierte, die in der Zeit des Zweiten Weltkriegs bei der Zwangsarbeit in den Wäldern um Gelbensande ums Leben kamen.
Im September 2009 wurde auf dem Waldfriedhof Gelbensande ein Gedenkstein für über 100 Menschen niedergelegt, der an die Toten erinnern soll, die infolge von Hunger und Seuchen im Krankenhaus Gelbensande (Jagdschloss) zwischen 1945 und 1950 verstorbenen sind.
Auch im Gelbensander Forst ist eine Gedenkstätte zu finden. Östlich des Ortes, an der ehemaligen Handelsstraße zwischen Rostock und Ribnitz gelegen, steht der Oertzenstein. Dieser erinnert an den Forstmeister Adolf von Oertzen, welcher um 1900 ganz erheblich im Ort Gelbensande gewirkt hat. So entwickelte er das „Gelbensander Sanddeckverfahren“, eine naturnahe und nachhaltige Waldbewirtschaftungsform. Noch heute wird diese an forstlichen Ausbildungsstätten gelehrt. Des Weiteren setzte er sich für die Waldarbeiter ein, indem er komfortablen Wohnraum schuf.
Auf dem Friedhof wird mit einer Gedenktafel an den Theologen und Antifaschisten Friedrich Brunstädt erinnert. Anfang der 1930er Jahre war er Rektor der Universität Rostock und Anhänger von Pastor Niemöller. Bei seiner Beerdigung wurde den Rostocker Studenten die Teilnahme untersagt, dennoch nahmen einige von ihnen teil und wurden daraufhin gezwungen, ihr Studium zu beenden.

### Archäologisches Denkmal

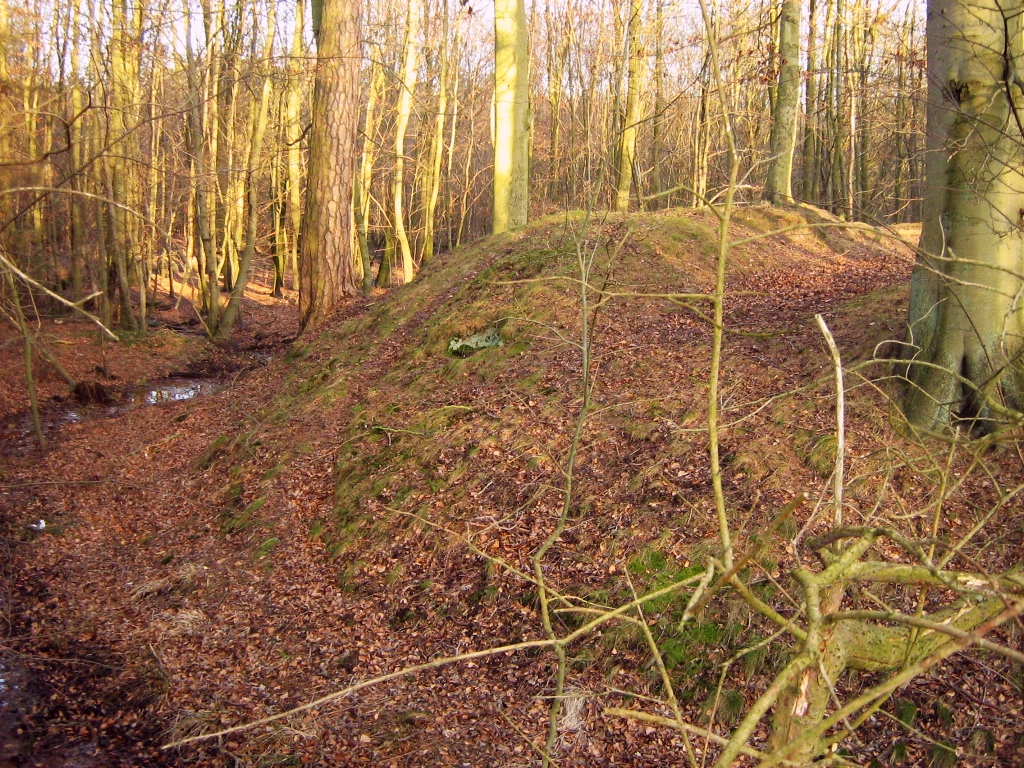
Turmhügel im Gelbensander Forst

Etwas östlich vom Ort, in der Nähe des Jagdschlosses, liegt ein Wallberg. Er wird dem 14. Jahrhundert zugerechnet. In dieser Zeit soll auf der Erhöhung ein Bergfried gestanden haben, der als Vorposten der Hansestadt Rostock angesehen werden kann. Es könnte sich aber auch um die Reste einer ehemaligen Turmhügelburg handeln. Belegt werden kann die frühere Funktion bisher nicht, nur eine archäologische Untersuchung könnte dies klären. Im Volksmund hat sich über die Jahre die Bezeichnung „Störtebeckerberg“ eingebürgert. Dies ist vor allem dem Umstand geschuldet, dass die freie See vom Gelbensander Forst aus leicht über den Wallbach zu erreichen war.

### Regelmäßige Veranstaltungen

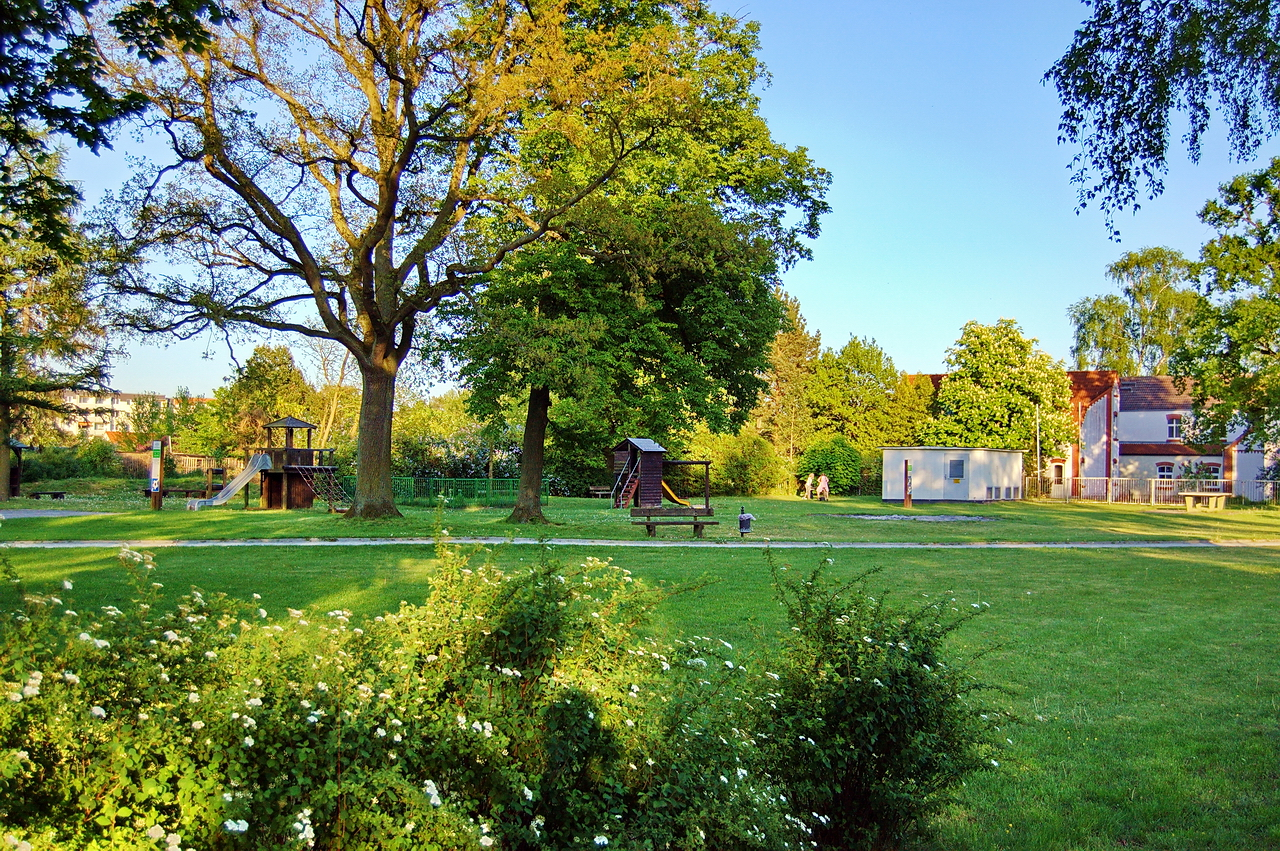
Bleiche, Ort für Volksfeste

Einmal im Jahr findet in Gelbensande ein Dorffest statt. An Feiertagen, wie etwa dem 3. Oktober, treffen sich die Bürger am regelmäßig stattfindenden Lagerfeuer. Der Förderverein Jagdschloss Gelbensande e. V. organisiert weitere Veranstaltungen, wie den Weihnachtsmarkt in der Adventszeit, sorbische Eierkunst zu Ostern und andere kulturelle Veranstaltungen, wie Lesungen und Konzerte.
Alljährlich finden im Jagdschloss mehrere musikalische Veranstaltungen statt, vorwiegend werden dabei klassische Werke aufgeführt. In Gelbensande gibt es einen Chor mit vierzig Mitgliedern, der im Oktober 1990 gegründet wurde. Auftritte finden regelmäßig auf Veranstaltungen im Umland statt.

## Wirtschaft und Infrastruktur

### Unternehmen

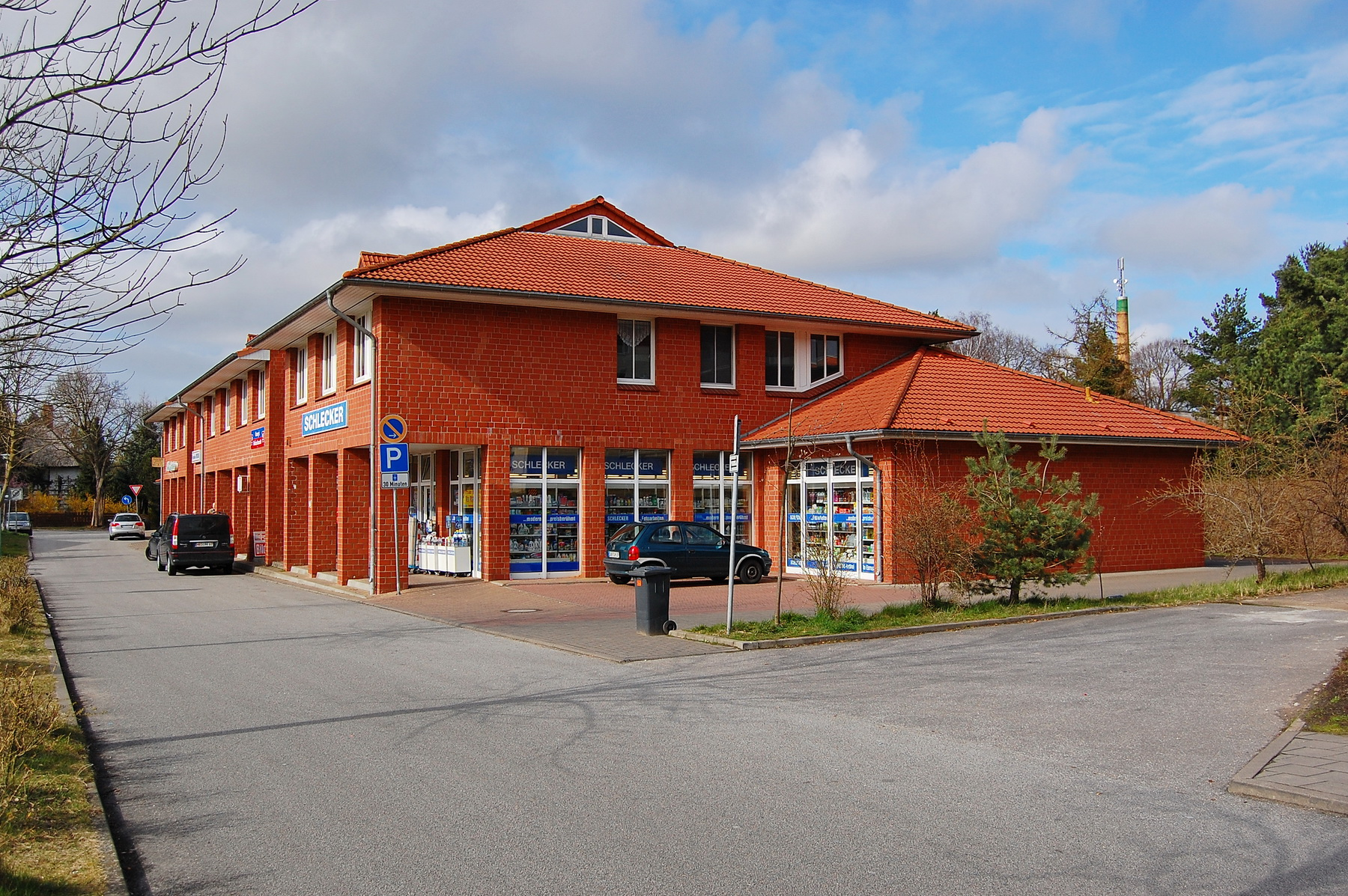
Kleine Ladengruppe im Birkenweg

In Gelbensande gibt es kleine und mittelständische Unternehmen. Größte Arbeitgeber sind das Pflegeheim „Charlottenhof“, das mit etwa 120 Arbeitnehmern die meisten Leute beschäftigt und ein Elektrounternehmen. Es gibt in der Gemeinde holzverarbeitenden Betriebe, kleine Sanitärunternehmen und Kleingewerbe zur Grundversorgung. Ein kleiner Lebensmittelmarkt wurde eingerichtet, nachdem die große Verkaufsstelle geschlossen wurde. Im Gegensatz zu vielen Nachbargemeinden verfügt Gelbensande nicht über Gewerbegebiete.

### Land- und Forstwirtschaft
Der Ortsteil Gelbensande ist aufgrund seiner Lage immer Standort der Forstwirtschaft gewesen. Vor der Wende gab es größere holzverarbeitende Betriebe, darunter ein Sägewerk, ein Holzveredlungswerk, sowie eine große Köhlerei nördlich des Dorfes. Einzig das Sägewerk ist erhalten geblieben. Der Wald rund um Gelbensande ist auch heute noch Wirtschaftswald und wird bis auf wenige Ausnahmen bewirtschaftet. Gerade nach der Wende wurde sehr stark Waldbau betrieben, vor allem um die Monokulturen durch Mischwälder zu ersetzen.
Der Ortsteil Willershagen war und ist von der Landwirtschaft geprägt, es gibt hier einige größere Agrarbetriebe. Die meisten Höfe werden noch bewirtschaftet.

### Tourismus

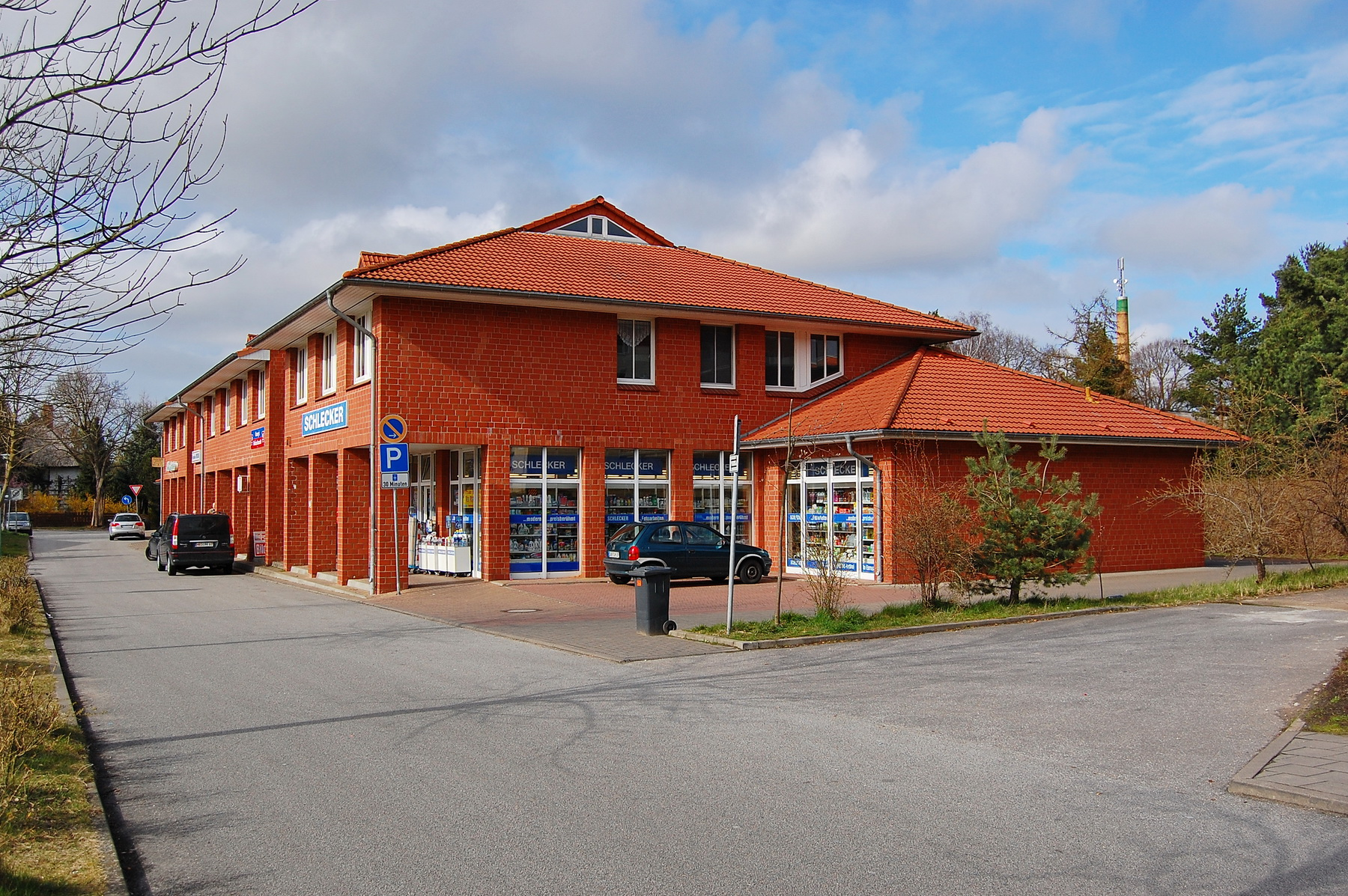
Kleine Ladengruppe im Birkenweg

Bereits früher war bekannt, dass das Klima in dieser Gegend der Gesundheit förderlich ist. Gerade die Verbindung zwischen Wald und Seeluft war ein entscheidender Faktor dafür, dass das Jagdschloss Gelbensande hier gebaut wurde. Dieser Umstand führte auch zur Einrichtung der TBC-Heilstätte. Dennoch spielte der Tourismus lange Zeit nur eine untergeordnete Rolle. Ein Grund dafür war, dass die benachbarte Rostocker Heide lange Zeit nur eingeschränkt touristisch genutzt werden konnte, da große Teile militärisches Sperrgebiet waren. Dies änderte sich erst Ende der 1990er Jahre. → Siehe auch Hauptartikel: Rostocker Heide
Die Nähe zur Ostsee und die ausgedehnten Wald- und Flurflächen bieten Erholungsmöglichkeiten. Speziell für Wanderer und Radfahrer ist der Ort interessant, er ist über den ÖPNV erreichbar und bietet zahlreiche Rad- und Wanderwege durch die Rostocker Heide. 2008 wurde ein Rundradweg zwischen Gelbensande und Graal-Müritz errichtet. Ein weiterer Radweg soll zwischen Gelbensande und Rövershagen entstehen. Derzeit gibt es allerdings noch Probleme bei der Realisierung. Seit Mitte der 1990er Jahre ist das Angebot an Ferienwohnungen weiter gewachsen.
In den letzten Jahren wurden auf dem Gelände einer ehemaligen NVA-Kaserne in direkter Nachbarschaft zu Graal-Müritz die Ferienhaussiedlung „Küstenwald“ gebaut. Obgleich in unmittelbarer Nachbarschaft zu Graal-Müritz, gehört diese Siedlung zum Gelbensander Gemeindegebiet.

### Verkehr

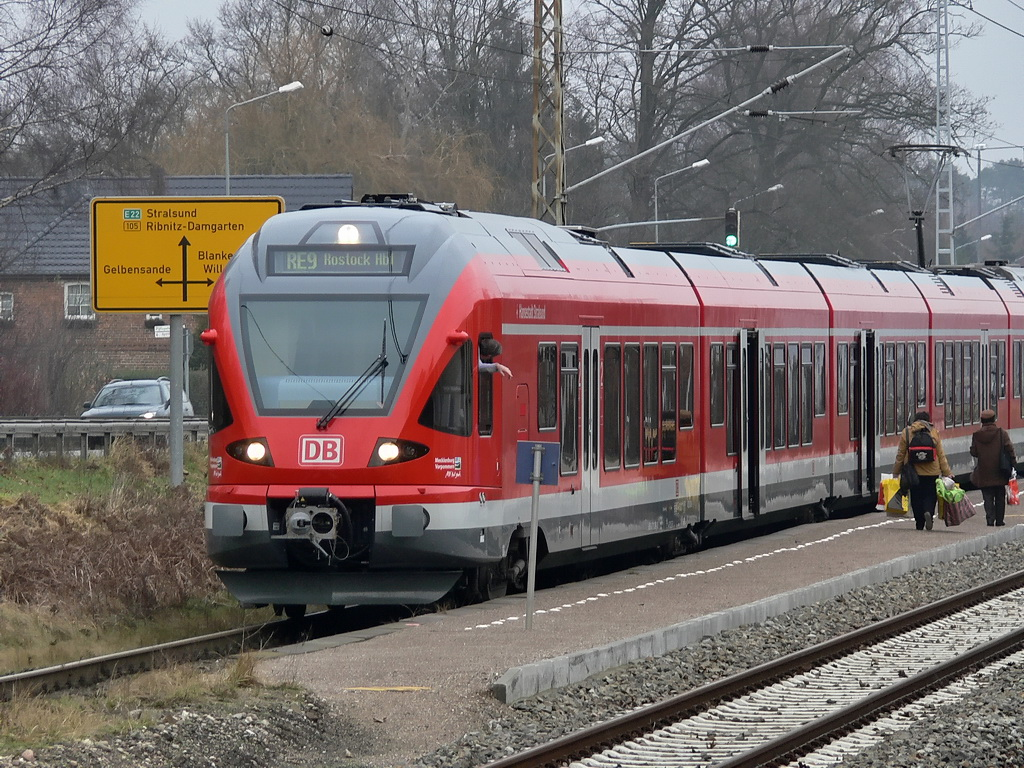
Regionalzug im Bahnhof Gelbensande

Gelbensande ist durch die Lage zwischen den Städten Rostock und Ribnitz-Damgarten an das Verkehrsnetz angeschlossen. Die Bundesstraße 105 führt direkt durch den Ort. Neben dieser Hauptstraße gibt es in nördlicher Richtung den Hirschburger Landweg, über den man die Orte Hirschburg und Klockenhagen erreichen kann. Südlich führt eine Kommunalstraße nach Blankenhagen. Neben den Straßen ist Gelbensande an ein Netz von Waldwegen, so genannten Schneisen, angeschlossen. Diese werden insbesondere von Radtouristen und Wanderern genutzt, da über diese fast jeder angrenzende Ort bequem erreichbar ist. Für den Autoverkehr sind diese Wegverbindungen überwiegend gesperrt.
Der Ort liegt an der Bahnstrecke von Rostock nach Stralsund und wird im Zwei-Stunden-Takt von Regionalexpress-Zügen bedient. Mittags fahren zusätzlich zwei Zugpaare von Rostock nach Ribnitz-Damgarten. Gelbensande hat vier Bushaltestellen, wird aber lediglich im Schülerverkehr von der Linie 131 angefahren. Die letzte regionale Buslinie nach Gelbensande wurde Ende der 1990er Jahre eingestellt.

### Bildung

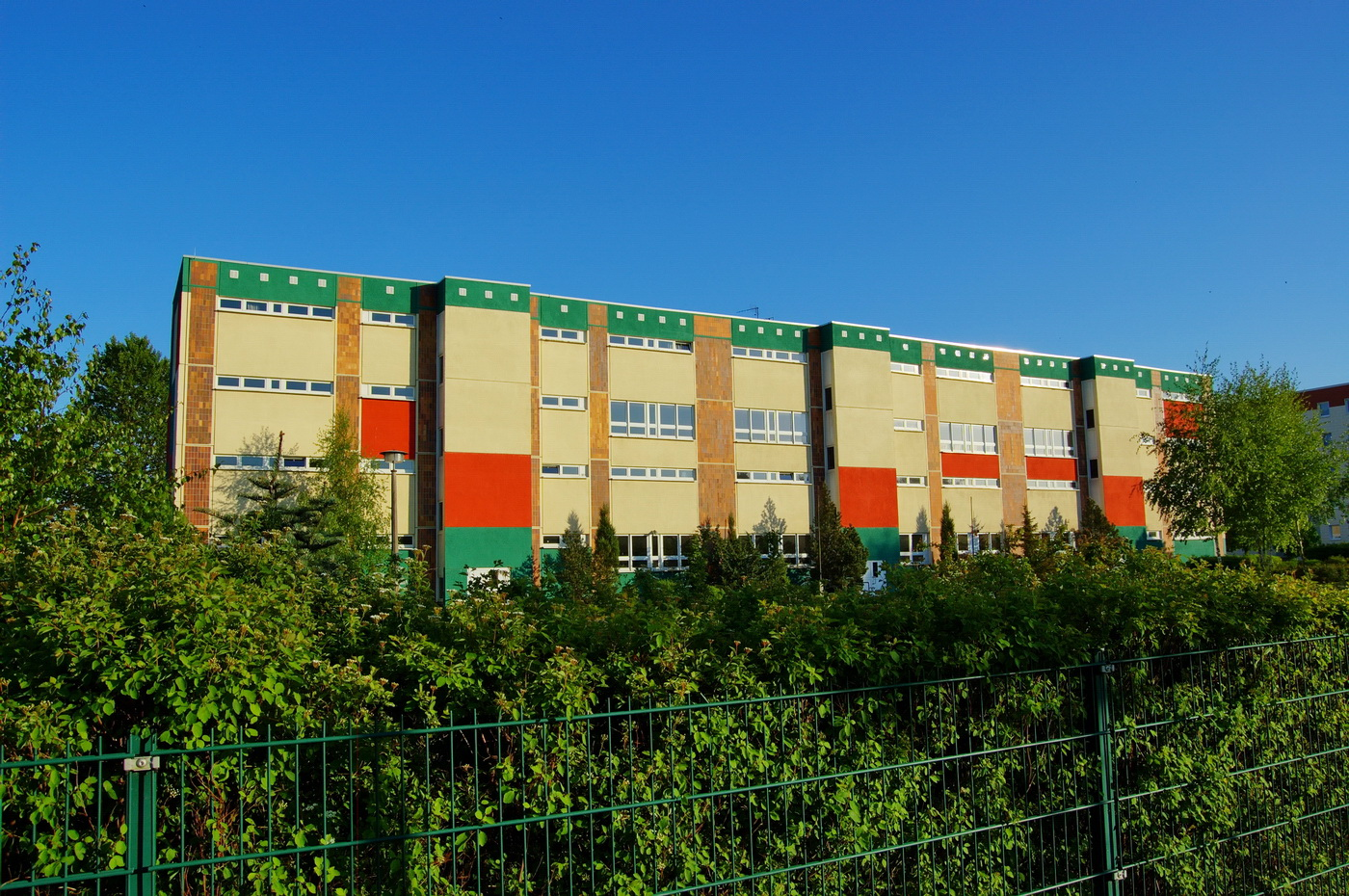
Regionale Schule Gelbensande (Gebäude mittlerweile abgerissen, Foto vom Abriss)

In Gelbensande gibt es eine Kindertagesstätte eines privaten Trägers. Die Grundschule wurde wegen zu geringer Schülerzahlen bereits im Jahr 2002 geschlossen, seitdem gehen die Schüler nach Blankenhagen. Auch die Regionalschule wurde zum Ende des Schuljahres 2007/2008 geschlossen, nachdem in Rövershagen ein Neubau entstanden war. Dies sorgte für Kritik, da die Gelbensander Schule in den letzten Jahren komplett saniert wurde. Das Inventar der Schule wurde an Schulen in Lettland und Litauen gespendet, da eine Abgabe an umliegende Schulen zuvor verweigert worden war. Nachdem keine Lösung für eine weitere Nutzung des Gebäudes (es war eine Nutzung als Amtssitz im Gespräch) gefunden werden konnte, wurde im Mai 2009 mit dem Abriss begonnen. Im gleichen Zuge soll ein neues Mehrgenerationenhaus errichtet werden, in welchem auch der Kindergarten sowie der „Heidetreff“ untergebracht werden. Einmal in der Woche fährt eine mobile Bibliothek, ein „Bücherbus“, den Ort an.

### Gesundheit
Die gesundheitliche Versorgung wird durch zwei Ärzte und einen Zahnarzt sichergestellt. In Gelbensande gibt es ein psychiatrisches Pflegeheim, in dem hauptsächlich geistig Behinderte sowie Senioren betreut werden. Das Pflegeheim wurde im Jahr 2015 durch einen Anbau vergrößert. Dieser konnte am Jahresanfang 2016 eröffnet werden und bietet Platz für weitere 21 Betten. 2009 können 121 Personen betreut werden.

### Feuerwehr

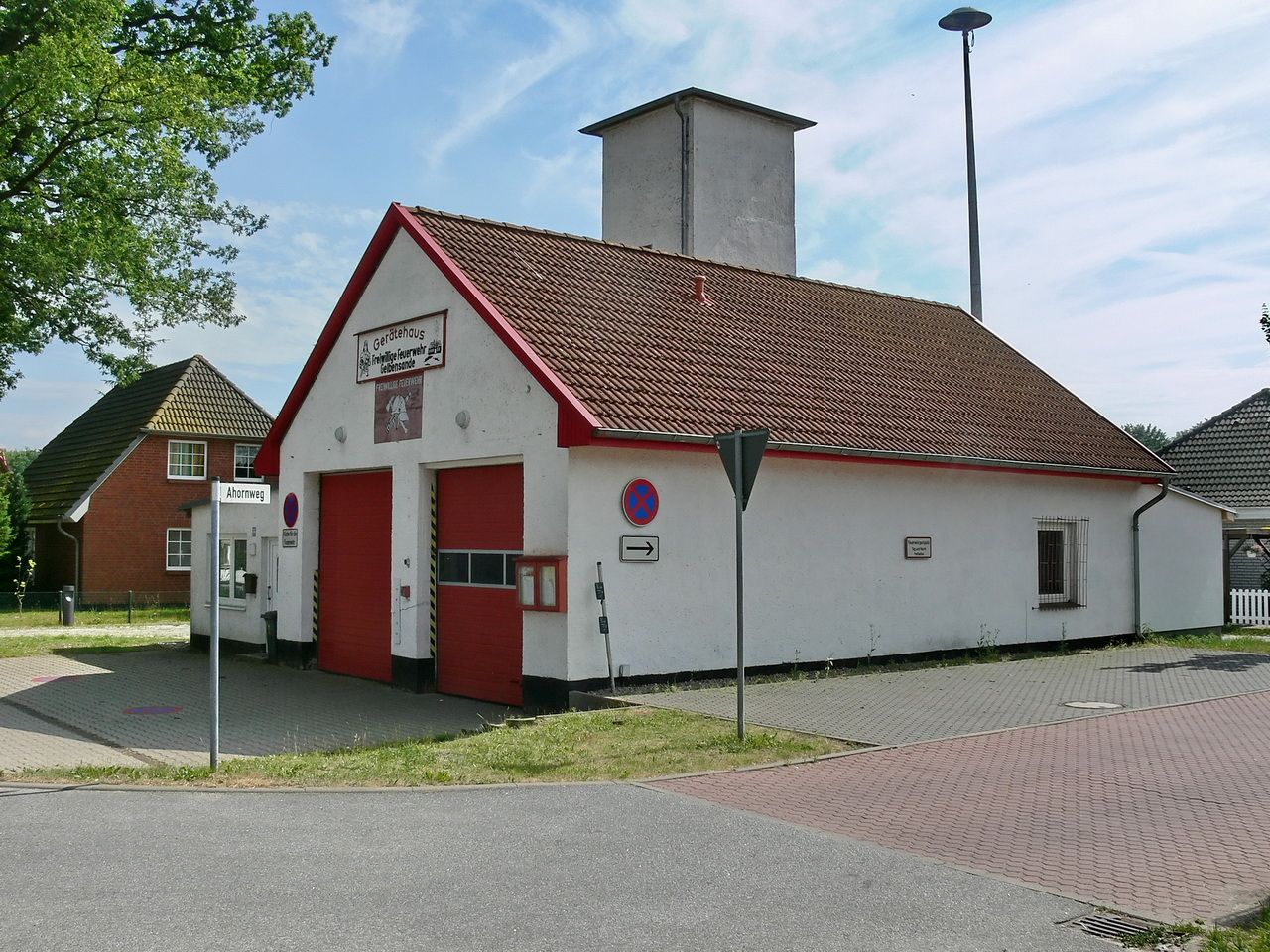
Freiwillige Feuerwehr Gelbensande

In Gelbensande befindet sich eine Polizeiwache, auch steht hier das Gebäude der Freiwilligen Feuerwehr. Die Feuerwehr spielt neben dem Heidetreff eine bedeutende Rolle im gesellschaftlichen Leben der Gemeinde. Neben der Brandbekämpfung engagiert sich die Feuerwehr auch in vielen anderen Belangen in der Gemeinde. Die Feuerwehr ist in die Organisation regelmäßiger Volksfeste, Lagerfeuer und andere Veranstaltungen einbezogen und ist als Fraktion im Gemeinderat tätig. Das Gebäude der Feuerwehr soll in den folgenden Jahren durch einen Neubau ersetzt werden. Im Mai 2010 erfolgte der erste Spatenstich für das neue Feuerwehrhaus.

### Soziales Engagement
Das kulturelle und soziale Zentrum des Ortes ist der „Heidetreff“, er befindet sich in einem ehemaligen Gastronomiegebäude und wird von der Volkssolidarität betrieben. Hier werden verschiedene kulturelle Betätigungen, wie Keramikarbeiten, Sprachunterricht und Handarbeiten angeboten. Eine weitere wichtige Aufgabe, die vom Heidetreff übernommen wird, ist die Integration von Spätaussiedlern in das gesellschaftliche Leben Deutschlands. Schwerpunkte dabei sind die Beratung, Orientierung und Lebenshilfe für neu zugewanderte Familien. 2009 betrifft dies etwa 100 Menschen aus 46 Familien.

### Sport

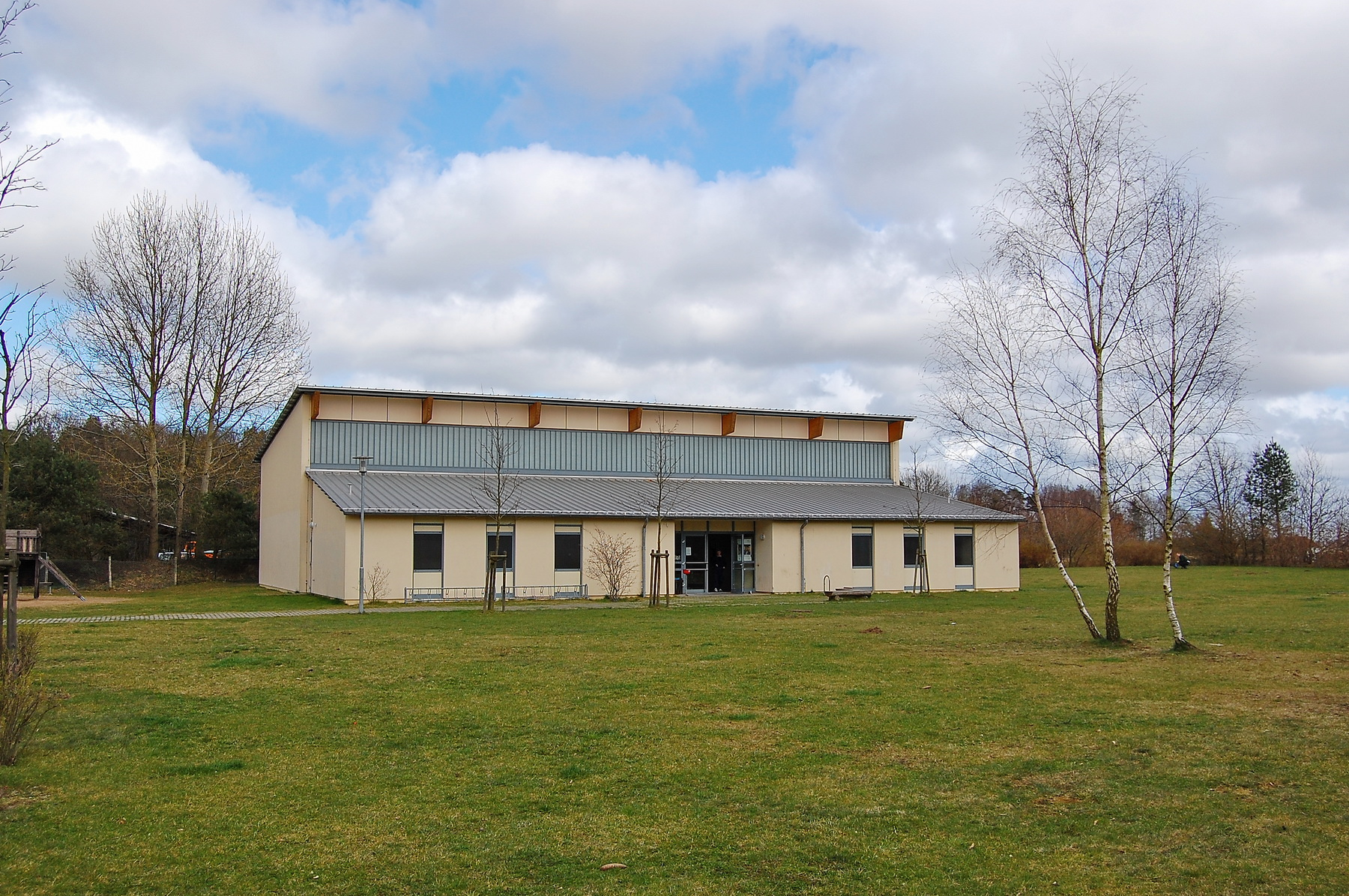
Sporthalle

Seit 1924 gibt es in den Orten Gelbensande und Willershagen Sportvereine. Der älteste ist der 1924 gegründete Reiterverein Willershagen. 1953 wurde die Betriebssportgemeinschaft BSG Medizin Organisator des Breitensports.
Nach 1990 engagiert sich der Verein „Gelbensander Grashopper e. V.“ für den Breitensport. Es werden eine Vielzahl von traditionellen Sportarten wie Fußball, Volleyball, Judo und Tischtennis angeboten, es gibt aber auch spezielle Angebote für Kinder sowie für ältere Leute.
Den Sportlern stehen ein kommunaler Sportplatz und eine Sporthalle, die am 26. Oktober 2002 eröffnet wurde, zur Verfügung. Diese löste einen Altbau ab, der später abgerissen wurde.
Die Sportgeräte aus der alten Halle wurden an die Puschkin-Schule in Liepāja gespendet.

## Persönlichkeiten
- Adolf von Oertzen (1861–1940), Forstinspektor und Oberforstmeister, lebte in Gelbensande
- Friedrich Brunstädt (1883–1944), Theologe, Rektor der Universität Rostock, lebte in Gelbensande
- Hans Wendt (1892–1978), Forstmeister, lebte in Gelbensande

## Karten
- Rad und Wanderkarte – Graal-Müritz, Rostocker Heide. 1 : 30.000. grünes herz, Ilmenau / Ostseebad Wustrow 2002, ISBN 978-3-929993-32-5.